# Liste des monuments historiques protégés en 1931
Cet article recense les monuments historiques français classés ou inscrits en 1931.

## Protections
| Édifice                                                         | Commune                         | Département           | Région                     | Protection | Base Mérimée                         | Coordonnées                        | Image             |
| --------------------------------------------------------------- | ------------------------------- | --------------------- | -------------------------- | ---------- | ------------------------------------ | ---------------------------------- | ----------------- |
| Chapelle Sainte-Claire                                          | Maillat                         | Ain                   | Auvergne-Rhône-Alpes       | inscrit    | « PA00116422 », notice no PA00116422 | 46° 07′ 39″ nord, 5° 32′ 11″ est   |                   |
| Ferme des Broguets                                              | Saint-Sulpice                   | Ain                   | Auvergne-Rhône-Alpes       | classé     | « PA00116568 », notice no PA00116568 | 46° 18′ 53″ nord, 5° 02′ 30″ est   |                   |
| Maison à colombages                                             | Braine                          | Aisne                 | Hauts-de-France            | classé     | « PA00115552 », notice no PA00115552 | 49° 20′ 28″ nord, 3° 31′ 52″ est   |                   |
| Église Saint-Martin de Burelles                                 | Burelles                        | Aisne                 | Hauts-de-France            | classé     | « PA00115568 », notice no PA00115568 | 49° 46′ 56″ nord, 3° 53′ 45″ est   |                   |
| Maison du Gouverneur                                            | Coucy-le-Château-Auffrique      | Aisne                 | Hauts-de-France            | classé     | « PA00115620 », notice no PA00115620 | 49° 31′ 12″ nord, 3° 19′ 28″ est   |                   |
| Maison                                                          | Crécy-sur-Serre                 | Aisne                 | Hauts-de-France            | classé     | « PA00115637 », notice no PA00115637 | 49° 41′ 45″ nord, 3° 37′ 26″ est   |                   |
| Croix de chemin de Fossoy                                       | Fossoy                          | Aisne                 | Hauts-de-France            | classé     | « PA00115683 », notice no PA00115683 | 49° 02′ 51″ nord, 3° 28′ 54″ est   |                   |
| Prieuré d'Oulchy-le-Château                                     | Oulchy-le-Château               | Aisne                 | Hauts-de-France            | classé     | « PA00115858 », notice no PA00115858 | 49° 12′ 19″ nord, 3° 22′ 12″ est   |                   |
| Croix de chemin de Lapeyrouse                                   | Colombier                       | Allier                | Auvergne-Rhône-Alpes       | inscrit    | « PA00093066 », notice no PA00093066 | 46° 16′ 18″ nord, 2° 47′ 39″ est   |                   |
| Église Saint-Nicolas                                            | Murat                           | Allier                | Auvergne-Rhône-Alpes       | classé     | « PA00093235 », notice no PA00093235 | 46° 24′ 04″ nord, 2° 54′ 29″ est   |                   |
| Château de Naves                                                | Naves                           | Allier                | Auvergne-Rhône-Alpes       | inscrit    | « PA00093239 », notice no PA00093239 | 46° 10′ 30″ nord, 3° 06′ 37″ est   |                   |
| Église Saint-Victor                                             | Saint-Victor                    | Allier                | Auvergne-Rhône-Alpes       | inscrit    | « PA00093292 », notice no PA00093292 | 46° 23′ 44″ nord, 2° 36′ 25″ est   |                   |
| Château de Souvigny                                             | Souvigny                        | Allier                | Auvergne-Rhône-Alpes       | inscrit    | « PA00093304 », notice no PA00093304 | 46° 32′ 09″ nord, 3° 11′ 34″ est   |                   |
| Église Saint-Martin                                             | Taxat-Senat                     | Allier                | Auvergne-Rhône-Alpes       | inscrit    | « PA00093308 », notice no PA00093308 | 46° 12′ 03″ nord, 3° 08′ 12″ est   |                   |
| Église Saint-Vincent                                            | Gourdon                         | Alpes-Maritimes       | Provence-Alpes-Côte d'Azur | inscrit    | « PA00080726 », notice no PA00080726 | 43° 43′ 11″ nord, 6° 58′ 43″ est   |                   |
| Chapelle Saint-Thomas de Grasse                                 | Grasse                          | Alpes-Maritimes       | Provence-Alpes-Côte d'Azur | inscrit    | « PA00080728 », notice no PA00080728 | 43° 39′ 28″ nord, 6° 55′ 25″ est   |                   |
| Fontaine publique                                               | Grasse                          | Alpes-Maritimes       | Provence-Alpes-Côte d'Azur | inscrit    | « PA00080731 », notice no PA00080731 | 43° 39′ 35″ nord, 6° 55′ 23″ est   |                   |
| Tour de Saint-Hospice                                           | Saint-Jean-Cap-Ferrat           | Alpes-Maritimes       | Provence-Alpes-Côte d'Azur | classé     | « PA00080840 », notice no PA00080840 | 43° 41′ 09″ nord, 7° 20′ 47″ est   |                   |
| Maison                                                          | Sospel                          | Alpes-Maritimes       | Provence-Alpes-Côte d'Azur | inscrit    | « PA00080871 », notice no PA00080871 | 43° 52′ 41″ nord, 7° 27′ 03″ est   |                   |
| Hospice                                                         | Sospel                          | Alpes-Maritimes       | Provence-Alpes-Côte d'Azur | inscrit    | « PA00080869 », notice no PA00080869 | 43° 52′ 39″ nord, 7° 26′ 47″ est   |                   |
| Fontaine du Cours                                               | Sospel                          | Alpes-Maritimes       | Provence-Alpes-Côte d'Azur | inscrit    | « PA00080868 », notice no PA00080868 | 43° 52′ 37″ nord, 7° 27′ 01″ est   |                   |
| Sanctuaire de Laghet                                            | La Trinité                      | Alpes-Maritimes       | Provence-Alpes-Côte d'Azur | inscrit    | « PA00080888 », notice no PA00080888 | 43° 45′ 13″ nord, 7° 22′ 54″ est   |                   |
| Gendarmerie de Villeneuve-de-Berg                               | Villeneuve-de-Berg              | Ardèche               | Auvergne-Rhône-Alpes       | inscrit    | « PA00116848 », notice no PA00116848 | 44° 33′ 23″ nord, 4° 30′ 10″ est   |                   |
| Bornes de Saint-Rémi                                            | Chilly                          | Ardennes              | Grand Est                  | classé     | « PA00078427 », notice no PA00078427 | 49° 51′ 10″ nord, 4° 27′ 50″ est   |                   |
| Bornes de Saint-Rémi                                            | Tremblois-lès-Rocroi            | Ardennes              | Grand Est                  | classé     | « PA00078536 », notice no PA00078536 | 49° 50′ 54″ nord, 4° 29′ 30″ est   |                   |
| Église Sainte-Maure                                             | Sainte-Maure                    | Aube                  | Grand Est                  | classé     | « PA00078226 », notice no PA00078226 | 48° 20′ 50″ nord, 4° 03′ 32″ est   |                   |
| Église Saint-Martin                                             | Savières                        | Aube                  | Grand Est                  | classé     | « PA00078236 », notice no PA00078236 | 48° 24′ 28″ nord, 3° 57′ 06″ est   |                   |
| Église Saint-Ferréol                                            | Villeret                        | Aube                  | Grand Est                  | classé     | « PA00078312 », notice no PA00078312 | 48° 28′ 36″ nord, 4° 35′ 16″ est   |                   |
| Grottes de Las Fons et du Moulin                                | Bize-Minervois                  | Aude                  | Occitanie                  | classé     | « PA00102568 », notice no PA00102568 | 43° 20′ 11″ nord, 2° 52′ 40″ est   |                   |
| Maison Maynard                                                  | Lagrasse                        | Aude                  | Occitanie                  | inscrit    | « PA00102717 », notice no PA00102717 | 43° 05′ 30″ nord, 2° 37′ 07″ est   |                   |
| Allée couverte de Saint-Eugène                                  | Laure-Minervois                 | Aude                  | Occitanie                  | classé     | « PA00102733 », notice no PA00102733 | 43° 17′ 51″ nord, 2° 31′ 31″ est   |                   |
| Église Saint-Pierre                                             | Bessuéjouls                     | Aveyron               | Occitanie                  | classé     | « PA00093967 », notice no PA00093967 | 44° 31′ 35″ nord, 2° 43′ 48″ est   |                   |
| Puits                                                           | Fayet                           | Aveyron               | Occitanie                  | classé     | « PA00094025 », notice no PA00094025 | 43° 48′ 11″ nord, 2° 56′ 28″ est   |                   |
| Lavoir de l'Ayrolle                                             | Millau                          | Aveyron               | Occitanie                  | classé     | « PA00094064 », notice no PA00094064 | 44° 05′ 47″ nord, 3° 04′ 35″ est   |                   |
| Beffroi                                                         | Millau                          | Aveyron               | Occitanie                  | classé     | « PA00094066 », notice no PA00094066 | 44° 05′ 53″ nord, 3° 04′ 44″ est   |                   |
| Couvent des Pénitents                                           | Saint-Geniez-d'Olt              | Aveyron               | Occitanie                  | classé     | « PA00094154 », notice no PA00094154 | 44° 27′ 57″ nord, 2° 58′ 23″ est   |                   |
| Église Saint-Geniez                                             | Saint-Geniez-d'Olt              | Aveyron               | Occitanie                  | classé     | « PA00094155 », notice no PA00094155 | 44° 28′ 01″ nord, 2° 58′ 15″ est   |                   |
| Église de Sainte-Croix                                          | Sainte-Croix                    | Aveyron               | Occitanie                  | classé     | « PA00094144 », notice no PA00094144 | 44° 25′ 35″ nord, 1° 58′ 00″ est   |                   |
| Hôtel de ville                                                  | Barr                            | Bas-Rhin              | Grand Est                  | inscrit    | « PA00084600 », notice no PA00084600 | 48° 24′ 32″ nord, 7° 26′ 57″ est   |                   |
| Fontaine                                                        | Blienschwiller                  | Bas-Rhin              | Grand Est                  | inscrit    | « PA00084627 », notice no PA00084627 | 48° 20′ 29″ nord, 7° 25′ 06″ est   |                   |
| Église des Saints-Innocents                                     | Blienschwiller                  | Bas-Rhin              | Grand Est                  | inscrit    | « PA00084626 », notice no PA00084626 | 48° 20′ 26″ nord, 7° 25′ 06″ est   |                   |
| Porte du Milieu                                                 | Lauterbourg                     | Bas-Rhin              | Grand Est                  | inscrit    | « PA00084773 », notice no PA00084773 |                                    |                   |
| Hôtel de ville                                                  | Mittelbergheim                  | Bas-Rhin              | Grand Est                  | inscrit    | « PA00084789 », notice no PA00084789 | 48° 23′ 45″ nord, 7° 26′ 35″ est   |                   |
| Maison                                                          | Mittelbergheim                  | Bas-Rhin              | Grand Est                  | inscrit    | « PA00084790 », notice no PA00084790 | 48° 23′ 46″ nord, 7° 26′ 32″ est   |                   |
| Chapelle Saint-Jacques                                          | Mutzig                          | Bas-Rhin              | Grand Est                  | inscrit    | « PA00084812 », notice no PA00084812 | 48° 32′ 07″ nord, 7° 28′ 18″ est   |                   |
| Fontaine                                                        | Nothalten                       | Bas-Rhin              | Grand Est                  | inscrit    | « PA00084836 », notice no PA00084836 | 48° 21′ 07″ nord, 7° 25′ 10″ est   |                   |
| Fontaine                                                        | Nothalten                       | Bas-Rhin              | Grand Est                  | inscrit    | « PA00084837 », notice no PA00084837 | 48° 21′ 21″ nord, 7° 25′ 15″ est   |                   |
| Maison                                                          | Obernai                         | Bas-Rhin              | Grand Est                  | inscrit    | « PA00084855 », notice no PA00084855 | 48° 27′ 38″ nord, 7° 28′ 59″ est   |                   |
| Dreipeterstein (Trois pierres)                                  | Rosteig                         | Bas-Rhin              | Grand Est                  | classé     | « PA00084918 », notice no PA00084918 | 48° 57′ 14″ nord, 7° 21′ 16″ est   |                   |
| Commanderie de Saint-Jean                                       | Sélestat                        | Bas-Rhin              | Grand Est                  | inscrit    | « PA00084979 », notice no PA00084979 | 48° 15′ 41″ nord, 7° 27′ 12″ est   |                   |
| Hôtel d'Andlau                                                  | Sélestat                        | Bas-Rhin              | Grand Est                  | inscrit    | « PA00084982 », notice no PA00084982 | 48° 15′ 37″ nord, 7° 27′ 25″ est   |                   |
| Maison                                                          | Sélestat                        | Bas-Rhin              | Grand Est                  | inscrit    | « PA00084997 », notice no PA00084997 | 48° 15′ 35″ nord, 7° 27′ 14″ est   |                   |
| Grenier du prieuré des Bénédictins                              | Sélestat                        | Bas-Rhin              | Grand Est                  | inscrit    | « PA00085002 », notice no PA00085002 | 48° 15′ 32″ nord, 7° 27′ 19″ est   |                   |
| Maison Goll                                                     | Sélestat                        | Bas-Rhin              | Grand Est                  | inscrit    | « PA00084992 », notice no PA00084992 | 48° 15′ 35″ nord, 7° 27′ 19″ est   |                   |
| Maison Williame                                                 | Strasbourg                      | Bas-Rhin              | Grand Est                  | inscrit    | « PA00085106 », notice no PA00085106 | 48° 34′ 54″ nord, 7° 45′ 12″ est   |                   |
| Maison                                                          | Strasbourg                      | Bas-Rhin              | Grand Est                  | classé     | « PA00085136 », notice no PA00085136 | 48° 34′ 50″ nord, 7° 45′ 04″ est   |                   |
| Maison                                                          | Strasbourg                      | Bas-Rhin              | Grand Est                  | inscrit    | « PA00085158 », notice no PA00085158 | 48° 34′ 59″ nord, 7° 45′ 15″ est   |                   |
| Maison                                                          | Strasbourg                      | Bas-Rhin              | Grand Est                  | inscrit    | « PA00085159 », notice no PA00085159 | 48° 35′ 00″ nord, 7° 45′ 17″ est   |                   |
| Maison                                                          | Strasbourg                      | Bas-Rhin              | Grand Est                  | inscrit    | « PA00085161 », notice no PA00085161 | 48° 35′ 00″ nord, 7° 45′ 18″ est   |                   |
| Maison                                                          | Strasbourg                      | Bas-Rhin              | Grand Est                  | inscrit    | « PA00085095 », notice no PA00085095 | 48° 34′ 52″ nord, 7° 44′ 21″ est   |                   |
| Immeuble                                                        | Strasbourg                      | Bas-Rhin              | Grand Est                  | inscrit    | « PA00085111 », notice no PA00085111 | 48° 34′ 59″ nord, 7° 45′ 13″ est   |                   |
| Immeuble                                                        | Strasbourg                      | Bas-Rhin              | Grand Est                  | inscrit    | « PA00085112 », notice no PA00085112 | 48° 34′ 59″ nord, 7° 45′ 14″ est   |                   |
| Fortifications                                                  | Wangen                          | Bas-Rhin              | Grand Est                  | inscrit    | « PA00085210 », notice no PA00085210 | 48° 37′ 06″ nord, 7° 28′ 03″ est   |                   |
| Maison                                                          | Wasselonne                      | Bas-Rhin              | Grand Est                  | inscrit    | « PA00085218 », notice no PA00085218 | 48° 38′ 14″ nord, 7° 26′ 56″ est   |                   |
| Fontaine                                                        | Wasselonne                      | Bas-Rhin              | Grand Est                  | inscrit    | « PA00085216 », notice no PA00085216 |                                    |                   |
| Maison                                                          | Wasselonne                      | Bas-Rhin              | Grand Est                  | inscrit    | « PA00085217 », notice no PA00085217 | 48° 38′ 12″ nord, 7° 26′ 57″ est   |                   |
| Maison                                                          | Wasselonne                      | Bas-Rhin              | Grand Est                  | inscrit    | « PA00085219 », notice no PA00085219 | 48° 38′ 12″ nord, 7° 26′ 59″ est   |                   |
| Château                                                         | Wasselonne                      | Bas-Rhin              | Grand Est                  | inscrit    | « PA00085214 », notice no PA00085214 | 48° 38′ 18″ nord, 7° 26′ 45″ est   |                   |
| Maison                                                          | Westhoffen                      | Bas-Rhin              | Grand Est                  | inscrit    | « PA00085228 », notice no PA00085228 | 48° 36′ 11″ nord, 7° 26′ 41″ est   |                   |
| Maison                                                          | Westhoffen                      | Bas-Rhin              | Grand Est                  | inscrit    | « PA00085229 », notice no PA00085229 | 48° 36′ 11″ nord, 7° 26′ 40″ est   |                   |
| Fontaine                                                        | Westhoffen                      | Bas-Rhin              | Grand Est                  | inscrit    | « PA00085224 », notice no PA00085224 | 48° 36′ 16″ nord, 7° 26′ 36″ est   |                   |
| Maison                                                          | Westhoffen                      | Bas-Rhin              | Grand Est                  | inscrit    | « PA00085226 », notice no PA00085226 |                                    |                   |
| Maison                                                          | Westhoffen                      | Bas-Rhin              | Grand Est                  | inscrit    | « PA00085227 », notice no PA00085227 |                                    |                   |
| Maison                                                          | Westhoffen                      | Bas-Rhin              | Grand Est                  | inscrit    | « PA00085230 », notice no PA00085230 | 48° 36′ 17″ nord, 7° 26′ 29″ est   |                   |
| Maison                                                          | Westhoffen                      | Bas-Rhin              | Grand Est                  | inscrit    | « PA00085232 », notice no PA00085232 | 48° 36′ 17″ nord, 7° 26′ 29″ est   |                   |
| Puits dans la cour intérieure d'une maison                      | Arles                           | Bouches-du-Rhône      | Provence-Alpes-Côte d'Azur | inscrit    | « PA00081170 », notice no PA00081170 | 43° 40′ 40″ nord, 4° 37′ 44″ est   |                   |
| Fontaine                                                        | Cassis                          | Bouches-du-Rhône      | Provence-Alpes-Côte d'Azur | inscrit    | « PA00081235 », notice no PA00081235 | 43° 12′ 52″ nord, 5° 32′ 21″ est   |                   |
| Bas-relief                                                      | Fontvieille                     | Bouches-du-Rhône      | Provence-Alpes-Côte d'Azur | classé     | « PA00081259 », notice no PA00081259 | 43° 43′ 27″ nord, 4° 44′ 12″ est   |                   |
| Moulin Ramet                                                    | Fontvieille                     | Bouches-du-Rhône      | Provence-Alpes-Côte d'Azur | classé     | « PA00081268 », notice no PA00081268 | 43° 43′ 24″ nord, 4° 42′ 44″ est   |                   |
| Pavillon de chasse du Roi René                                  | Gardanne                        | Bouches-du-Rhône      | Provence-Alpes-Côte d'Azur | inscrit    | « PA00081279 », notice no PA00081279 | 43° 28′ 18″ nord, 5° 26′ 38″ est   |                   |
| Chapelle des Pénitents noirs                                    | Marseille                       | Bouches-du-Rhône      | Provence-Alpes-Côte d'Azur | classé     | « PA00081329 », notice no PA00081329 | 43° 18′ 01″ nord, 5° 22′ 08″ est   |                   |
| Ferme des Roches                                                | Biéville-Quétiéville            | Calvados              | Normandie                  | inscrit    | « PA00111096 », notice no PA00111096 | 49° 06′ 36″ nord, 0° 00′ 13″ ouest |                   |
| Église Saint-Pierre                                             | Cordebugle                      | Calvados              | Normandie                  | inscrit    | « PA00111243 », notice no PA00111243 | 49° 06′ 38″ nord, 0° 22′ 43″ est   |                   |
| Maison                                                          | Lisieux                         | Calvados              | Normandie                  | inscrit    | « PA00111482 », notice no PA00111482 | 49° 08′ 42″ nord, 0° 13′ 17″ est   |                   |
| Maison                                                          | Lisieux                         | Calvados              | Normandie                  | inscrit    | « PA00111481 », notice no PA00111481 | 49° 08′ 42″ nord, 0° 13′ 18″ est   |                   |
| Maison                                                          | Lisieux                         | Calvados              | Normandie                  | inscrit    | « PA00111483 », notice no PA00111483 | 49° 08′ 42″ nord, 0° 13′ 17″ est   |                   |
| Ferme de la Bucaille                                            | Marolles                        | Calvados              | Normandie                  | inscrit    | « PA00111528 », notice no PA00111528 | 49° 08′ 23″ nord, 0° 22′ 17″ est   |                   |
| Maison                                                          | Pont-l'Évêque                   | Calvados              | Normandie                  | inscrit    | « PA00111610 », notice no PA00111610 | 49° 17′ 06″ nord, 0° 10′ 59″ est   |                   |
| Calvaire                                                        | Albepierre-Bredons              | Cantal                | Auvergne-Rhône-Alpes       | inscrit    | « PA00093425 », notice no PA00093425 | 45° 06′ 08″ nord, 2° 52′ 20″ est   |                   |
| Chapelle Notre-Dame d'Aurinques                                 | Aurillac                        | Cantal                | Auvergne-Rhône-Alpes       | inscrit    | « PA00093449 », notice no PA00093449 | 44° 55′ 51″ nord, 2° 26′ 34″ est   |                   |
| Château de Sénezergues                                          | Sénezergues                     | Cantal                | Auvergne-Rhône-Alpes       | inscrit    | « PA00093690 », notice no PA00093690 | 44° 42′ 05″ nord, 2° 25′ 03″ est   |                   |
| Église Saint-Pierre-et-Saint-Paul de Marennes-Hiers-Brouage     | Marennes-Hiers-Brouage          | Charente-Maritime     | Nouvelle-Aquitaine         | inscrit    | « PA00104709 », notice no PA00104709 | 45° 50′ 54″ nord, 1° 04′ 38″ ouest |                   |
| Maison Courrèges                                                | Île-d'Aix                       | Charente-Maritime     | Nouvelle-Aquitaine         | inscrit    | « PA00104720 », notice no PA00104720 |                                    |                   |
| Maison Lecomte                                                  | Île-d'Aix                       | Charente-Maritime     | Nouvelle-Aquitaine         | inscrit    | « PA00104725 », notice no PA00104725 |                                    |                   |
| Maison                                                          | Île-d'Aix                       | Charente-Maritime     | Nouvelle-Aquitaine         | inscrit    | « PA00104729 », notice no PA00104729 |                                    |                   |
| Maisons appartenant à l'État                                    | Île-d'Aix                       | Charente-Maritime     | Nouvelle-Aquitaine         | inscrit    | « PA00104730 », notice no PA00104730 |                                    |                   |
| Maison                                                          | Île-d'Aix                       | Charente-Maritime     | Nouvelle-Aquitaine         | inscrit    | « PA00104731 », notice no PA00104731 | 46° 00′ 44″ nord, 1° 10′ 27″ ouest |                   |
| Maison                                                          | Île-d'Aix                       | Charente-Maritime     | Nouvelle-Aquitaine         | inscrit    | « PA00104738 », notice no PA00104738 | 46° 00′ 44″ nord, 1° 10′ 29″ ouest |                   |
| Chai                                                            | Île-d'Aix                       | Charente-Maritime     | Nouvelle-Aquitaine         | inscrit    | « PA00104751 », notice no PA00104751 | 46° 00′ 42″ nord, 1° 10′ 31″ ouest |                   |
| Maison                                                          | Île-d'Aix                       | Charente-Maritime     | Nouvelle-Aquitaine         | inscrit    | « PA00104754 », notice no PA00104754 | 46° 00′ 43″ nord, 1° 10′ 31″ ouest |                   |
| Maison                                                          | Île-d'Aix                       | Charente-Maritime     | Nouvelle-Aquitaine         | inscrit    | « PA00104755 », notice no PA00104755 | 46° 00′ 43″ nord, 1° 10′ 30″ ouest |                   |
| Maison                                                          | Île-d'Aix                       | Charente-Maritime     | Nouvelle-Aquitaine         | inscrit    | « PA00104756 », notice no PA00104756 | 46° 00′ 43″ nord, 1° 10′ 31″ ouest |                   |
| Hôtel de ville d'Île-d'Aix                                      | Île-d'Aix                       | Charente-Maritime     | Nouvelle-Aquitaine         | inscrit    | « PA00104716 », notice no PA00104716 | 46° 00′ 45″ nord, 1° 10′ 25″ ouest |                   |
| Maison Louvel                                                   | Île-d'Aix                       | Charente-Maritime     | Nouvelle-Aquitaine         | inscrit    | « PA00104726 », notice no PA00104726 |                                    |                   |
| Maison Malterre                                                 | Île-d'Aix                       | Charente-Maritime     | Nouvelle-Aquitaine         | inscrit    | « PA00104728 », notice no PA00104728 |                                    |                   |
| Maison                                                          | Île-d'Aix                       | Charente-Maritime     | Nouvelle-Aquitaine         | inscrit    | « PA00104732 », notice no PA00104732 | 46° 00′ 44″ nord, 1° 10′ 27″ ouest |                   |
| Maison                                                          | Île-d'Aix                       | Charente-Maritime     | Nouvelle-Aquitaine         | inscrit    | « PA00104743 », notice no PA00104743 | 46° 00′ 44″ nord, 1° 10′ 37″ ouest |                   |
| Maison                                                          | Île-d'Aix                       | Charente-Maritime     | Nouvelle-Aquitaine         | inscrit    | « PA00104745 », notice no PA00104745 |                                    |                   |
| Maison                                                          | Île-d'Aix                       | Charente-Maritime     | Nouvelle-Aquitaine         | inscrit    | « PA00104747 », notice no PA00104747 | 46° 00′ 42″ nord, 1° 10′ 31″ ouest |                   |
| Maison                                                          | Île-d'Aix                       | Charente-Maritime     | Nouvelle-Aquitaine         | inscrit    | « PA00104748 », notice no PA00104748 | 46° 00′ 42″ nord, 1° 10′ 30″ ouest |                   |
| Maison                                                          | Île-d'Aix                       | Charente-Maritime     | Nouvelle-Aquitaine         | inscrit    | « PA00104750 », notice no PA00104750 | 46° 00′ 42″ nord, 1° 10′ 30″ ouest |                   |
| Maison                                                          | Île-d'Aix                       | Charente-Maritime     | Nouvelle-Aquitaine         | inscrit    | « PA00104753 », notice no PA00104753 | 46° 00′ 43″ nord, 1° 10′ 30″ ouest |                   |
| Maison                                                          | Île-d'Aix                       | Charente-Maritime     | Nouvelle-Aquitaine         | inscrit    | « PA00104758 », notice no PA00104758 | 46° 00′ 43″ nord, 1° 10′ 30″ ouest |                   |
| Maison                                                          | Île-d'Aix                       | Charente-Maritime     | Nouvelle-Aquitaine         | inscrit    | « PA00104759 », notice no PA00104759 | 46° 00′ 43″ nord, 1° 10′ 30″ ouest |                   |
| Maison                                                          | Île-d'Aix                       | Charente-Maritime     | Nouvelle-Aquitaine         | inscrit    | « PA00104761 », notice no PA00104761 | 46° 00′ 45″ nord, 1° 10′ 30″ ouest |                   |
| Maison                                                          | Île-d'Aix                       | Charente-Maritime     | Nouvelle-Aquitaine         | inscrit    | « PA00104767 », notice no PA00104767 | 46° 00′ 45″ nord, 1° 10′ 29″ ouest |                   |
| Maison Chabert                                                  | Île-d'Aix                       | Charente-Maritime     | Nouvelle-Aquitaine         | inscrit    | « PA00104718 », notice no PA00104718 |                                    |                   |
| Maisons Gourgaud                                                | Île-d'Aix                       | Charente-Maritime     | Nouvelle-Aquitaine         | inscrit    | « PA00104723 », notice no PA00104723 |                                    |                   |
| Maison                                                          | Île-d'Aix                       | Charente-Maritime     | Nouvelle-Aquitaine         | inscrit    | « PA00104735 », notice no PA00104735 | 46° 00′ 44″ nord, 1° 10′ 28″ ouest |                   |
| Maison                                                          | Île-d'Aix                       | Charente-Maritime     | Nouvelle-Aquitaine         | inscrit    | « PA00104736 », notice no PA00104736 | 46° 00′ 44″ nord, 1° 10′ 28″ ouest |                   |
| Chai                                                            | Île-d'Aix                       | Charente-Maritime     | Nouvelle-Aquitaine         | inscrit    | « PA00104746 », notice no PA00104746 | 46° 00′ 42″ nord, 1° 10′ 30″ ouest |                   |
| Maison                                                          | Île-d'Aix                       | Charente-Maritime     | Nouvelle-Aquitaine         | inscrit    | « PA00104749 », notice no PA00104749 | 46° 00′ 42″ nord, 1° 10′ 31″ ouest |                   |
| Maison                                                          | Île-d'Aix                       | Charente-Maritime     | Nouvelle-Aquitaine         | inscrit    | « PA00104760 », notice no PA00104760 | 46° 00′ 44″ nord, 1° 10′ 30″ ouest |                   |
| Maison                                                          | Île-d'Aix                       | Charente-Maritime     | Nouvelle-Aquitaine         | inscrit    | « PA00104765 », notice no PA00104765 | 46° 00′ 44″ nord, 1° 10′ 29″ ouest |                   |
| Maison                                                          | Île-d'Aix                       | Charente-Maritime     | Nouvelle-Aquitaine         | inscrit    | « PA00104766 », notice no PA00104766 | 46° 00′ 45″ nord, 1° 10′ 29″ ouest |                   |
| Maison Gourgaud dite « la Maison Rose »                         | Île-d'Aix                       | Charente-Maritime     | Nouvelle-Aquitaine         | inscrit    | « PA00104722 », notice no PA00104722 |                                    |                   |
| Maison Lagord                                                   | Île-d'Aix                       | Charente-Maritime     | Nouvelle-Aquitaine         | inscrit    | « PA00104724 », notice no PA00104724 |                                    |                   |
| Maison                                                          | Île-d'Aix                       | Charente-Maritime     | Nouvelle-Aquitaine         | inscrit    | « PA00104734 », notice no PA00104734 | 46° 00′ 44″ nord, 1° 10′ 28″ ouest |                   |
| Maison                                                          | Île-d'Aix                       | Charente-Maritime     | Nouvelle-Aquitaine         | inscrit    | « PA00104739 », notice no PA00104739 | 46° 00′ 44″ nord, 1° 10′ 29″ ouest |                   |
| Caserne Montalembert                                            | Île-d'Aix                       | Charente-Maritime     | Nouvelle-Aquitaine         | inscrit    | « PA00104740 », notice no PA00104740 | 46° 00′ 45″ nord, 1° 10′ 31″ ouest |                   |
| Maison communale d'Île-d'Aix                                    | Île-d'Aix                       | Charente-Maritime     | Nouvelle-Aquitaine         | inscrit    | « PA00104742 », notice no PA00104742 | 46° 00′ 45″ nord, 1° 10′ 37″ ouest |                   |
| Maison                                                          | Île-d'Aix                       | Charente-Maritime     | Nouvelle-Aquitaine         | inscrit    | « PA00104752 », notice no PA00104752 | 46° 00′ 43″ nord, 1° 10′ 30″ ouest |                   |
| Maison                                                          | Île-d'Aix                       | Charente-Maritime     | Nouvelle-Aquitaine         | inscrit    | « PA00104764 », notice no PA00104764 | 46° 00′ 46″ nord, 1° 10′ 29″ ouest |                   |
| Maison Courbebaisse                                             | Île-d'Aix                       | Charente-Maritime     | Nouvelle-Aquitaine         | inscrit    | « PA00104719 », notice no PA00104719 |                                    |                   |
| Maison                                                          | Île-d'Aix                       | Charente-Maritime     | Nouvelle-Aquitaine         | inscrit    | « PA00104733 », notice no PA00104733 | 46° 00′ 44″ nord, 1° 10′ 27″ ouest |                   |
| Maison                                                          | Île-d'Aix                       | Charente-Maritime     | Nouvelle-Aquitaine         | inscrit    | « PA00104737 », notice no PA00104737 | 46° 00′ 44″ nord, 1° 10′ 28″ ouest |                   |
| Maison                                                          | Île-d'Aix                       | Charente-Maritime     | Nouvelle-Aquitaine         | inscrit    | « PA00104741 », notice no PA00104741 | 46° 00′ 45″ nord, 1° 10′ 32″ ouest |                   |
| Caserne Vaudreuil                                               | Île-d'Aix                       | Charente-Maritime     | Nouvelle-Aquitaine         | inscrit    | « PA00104744 », notice no PA00104744 | 46° 00′ 45″ nord, 1° 10′ 38″ ouest |                   |
| Maison                                                          | Île-d'Aix                       | Charente-Maritime     | Nouvelle-Aquitaine         | inscrit    | « PA00104757 », notice no PA00104757 | 46° 00′ 43″ nord, 1° 10′ 30″ ouest |                   |
| Maison                                                          | Île-d'Aix                       | Charente-Maritime     | Nouvelle-Aquitaine         | inscrit    | « PA00104762 », notice no PA00104762 | 46° 00′ 44″ nord, 1° 10′ 29″ ouest |                   |
| Maison                                                          | Île-d'Aix                       | Charente-Maritime     | Nouvelle-Aquitaine         | inscrit    | « PA00104763 », notice no PA00104763 | 46° 00′ 45″ nord, 1° 10′ 30″ ouest |                   |
| Église Saint-Étienne de Macqueville                             | Macqueville                     | Charente-Maritime     | Nouvelle-Aquitaine         | classé     | « PA00104786 », notice no PA00104786 | 45° 48′ 01″ nord, 0° 12′ 47″ ouest |                   |
| Église de l'Assomption de Massac                                | Massac                          | Charente-Maritime     | Nouvelle-Aquitaine         | inscrit    | « PA00104794 », notice no PA00104794 | 45° 52′ 01″ nord, 0° 13′ 15″ ouest |                   |
| Église Saint-Martin de Polignac                                 | Polignac                        | Charente-Maritime     | Nouvelle-Aquitaine         | inscrit    | « PA00104841 », notice no PA00104841 | 45° 17′ 04″ nord, 0° 18′ 28″ ouest |                   |
| École de Rétaud                                                 | Rétaud                          | Charente-Maritime     | Nouvelle-Aquitaine         | inscrit    | « PA00104857 », notice no PA00104857 | 45° 40′ 47″ nord, 0° 43′ 38″ ouest |                   |
| Maisons                                                         | La Rochelle                     | Charente-Maritime     | Nouvelle-Aquitaine         | inscrit    | « PA00104921 », notice no PA00104921 | 46° 09′ 32″ nord, 1° 09′ 04″ ouest |                   |
| Maison                                                          | La Rochelle                     | Charente-Maritime     | Nouvelle-Aquitaine         | inscrit    | « PA00105123 », notice no PA00105123 | 46° 09′ 43″ nord, 1° 09′ 00″ ouest |                   |
| Église Saint-Pierre de Romegoux                                 | Romegoux                        | Charente-Maritime     | Nouvelle-Aquitaine         | inscrit    | « PA00105152 », notice no PA00105152 | 45° 52′ 20″ nord, 0° 48′ 18″ ouest |                   |
| Église Saint-Georges de Saint-Georges-d'Oléron                  | Saint-Georges-d'Oléron          | Charente-Maritime     | Nouvelle-Aquitaine         | classé     | « PA00105175 », notice no PA00105175 | 45° 58′ 45″ nord, 1° 19′ 53″ ouest |                   |
| Église Saint-Léger de Saint-Léger                               | Saint-Léger                     | Charente-Maritime     | Nouvelle-Aquitaine         | classé     | « PA00105197 », notice no PA00105197 | 45° 37′ 01″ nord, 0° 35′ 12″ ouest |                   |
| Église Saint-Alban de Saint-Ouen                                | Saint-Ouen-la-Thène             | Charente-Maritime     | Nouvelle-Aquitaine         | inscrit    | « PA00105211 », notice no PA00105211 | 45° 52′ 17″ nord, 0° 09′ 46″ ouest | catégorie commons |
| Église Saint-Pallais                                            | Saintes                         | Charente-Maritime     | Nouvelle-Aquitaine         | inscrit    | « PA00105251 », notice no PA00105251 | 45° 44′ 43″ nord, 0° 37′ 27″ ouest |                   |
| Maison de la juridiction consulaire                             | Saintes                         | Charente-Maritime     | Nouvelle-Aquitaine         | inscrit    | « PA00105255 », notice no PA00105255 | 45° 44′ 37″ nord, 0° 38′ 04″ ouest |                   |
| Maison                                                          | Bourges                         | Cher                  | Centre-Val de Loire        | inscrit    | « PA00096723 », notice no PA00096723 | 47° 05′ 09″ nord, 2° 23′ 53″ est   |                   |
| Maison de la Paneterie                                          | Bourges                         | Cher                  | Centre-Val de Loire        | inscrit    | « PA00096725 », notice no PA00096725 | 47° 05′ 09″ nord, 2° 23′ 54″ est   |                   |
| Maison                                                          | Bourges                         | Cher                  | Centre-Val de Loire        | inscrit    | « PA00096720 », notice no PA00096720 | 47° 05′ 12″ nord, 2° 23′ 43″ est   |                   |
| Maison                                                          | Bourges                         | Cher                  | Centre-Val de Loire        | inscrit    | « PA00096703 », notice no PA00096703 | 47° 05′ 02″ nord, 2° 23′ 58″ est   |                   |
| Maisons                                                         | Bourges                         | Cher                  | Centre-Val de Loire        | inscrit    | « PA00096705 », notice no PA00096705 | 47° 05′ 11″ nord, 2° 23′ 37″ est   |                   |
| Maison                                                          | Bourges                         | Cher                  | Centre-Val de Loire        | inscrit    | « PA00096719 », notice no PA00096719 | 47° 05′ 12″ nord, 2° 23′ 44″ est   |                   |
| Maison                                                          | Bourges                         | Cher                  | Centre-Val de Loire        | inscrit    | « PA00096727 », notice no PA00096727 | 47° 05′ 10″ nord, 2° 23′ 37″ est   |                   |
| Maison                                                          | Bourges                         | Cher                  | Centre-Val de Loire        | inscrit    | « PA00096729 », notice no PA00096729 | 47° 05′ 11″ nord, 2° 23′ 37″ est   |                   |
| Maison                                                          | Bourges                         | Cher                  | Centre-Val de Loire        | inscrit    | « PA00096730 », notice no PA00096730 | 47° 05′ 11″ nord, 2° 23′ 38″ est   |                   |
| Église Notre-Dame                                               | Bourges                         | Cher                  | Centre-Val de Loire        | classé     | « PA00096665 », notice no PA00096665 | 47° 05′ 13″ nord, 2° 23′ 37″ est   |                   |
| Maison                                                          | Bourges                         | Cher                  | Centre-Val de Loire        | inscrit    | « PA00096707 », notice no PA00096707 | 47° 05′ 09″ nord, 2° 23′ 54″ est   |                   |
| Maison                                                          | Bourges                         | Cher                  | Centre-Val de Loire        | inscrit    | « PA00096733 », notice no PA00096733 | 47° 05′ 12″ nord, 2° 23′ 42″ est   |                   |
| Maison                                                          | Mehun-sur-Yèvre                 | Cher                  | Centre-Val de Loire        | inscrit    | « PA00096839 », notice no PA00096839 | 47° 08′ 44″ nord, 2° 13′ 02″ est   |                   |
| Église Saint-Martin de Plaimpied                                | Plaimpied-Givaudins             | Cher                  | Centre-Val de Loire        | inscrit    | « PA00096867 », notice no PA00096867 | 46° 59′ 54″ nord, 2° 27′ 19″ est   |                   |
| Manoir de Saint-Pierre-les-Étieux                               | Saint-Pierre-les-Étieux         | Cher                  | Centre-Val de Loire        | inscrit    | « PA00096895 », notice no PA00096895 | 46° 43′ 58″ nord, 2° 37′ 18″ est   |                   |
| Église Notre-Dame de Santranges                                 | Santranges                      | Cher                  | Centre-Val de Loire        | inscrit    | « PA00096905 », notice no PA00096905 | 47° 29′ 53″ nord, 2° 46′ 22″ est   |                   |
| Château de Bois-Sire-Amé                                        | Vorly                           | Cher                  | Centre-Val de Loire        | classé     | « PA00096934 », notice no PA00096934 | 46° 55′ 56″ nord, 2° 28′ 46″ est   |                   |
| Château du Rieux                                                | Saint-Bonnet-les-Tours-de-Merle | Corrèze               | Nouvelle-Aquitaine         | inscrit    | « PA00099842 », notice no PA00099842 | 45° 03′ 26″ nord, 2° 03′ 09″ est   |                   |
| Croix                                                           | Asnières-en-Montagne            | Côte-d'Or             | Bourgogne-Franche-Comté    | classé     | « PA00112071 », notice no PA00112071 | 47° 43′ 05″ nord, 4° 16′ 26″ est   |                   |
| Église Saint-Antonin                                            | Bussy-le-Grand                  | Côte-d'Or             | Bourgogne-Franche-Comté    | classé     | « PA00112170 », notice no PA00112170 | 47° 34′ 26″ nord, 4° 31′ 08″ est   |                   |
| Église Saint-Grégoire                                           | Lanrivain                       | Côtes-d'Armor         | Bretagne                   | classé     | « PA00089293 », notice no PA00089293 | 48° 20′ 47″ nord, 3° 12′ 46″ ouest |                   |
| Aqueduc sur le Guindy                                           | Minihy-Tréguier                 | Côtes-d'Armor         | Bretagne                   | inscrit    | « PA00089331 », notice no PA00089331 | 48° 47′ 09″ nord, 3° 15′ 08″ ouest |                   |
| La Ferme de Kernabat                                            | Tréguier                        | Côtes-d'Armor         | Bretagne                   | inscrit    | « PA00089704 », notice no PA00089704 | 48° 46′ 48″ nord, 3° 13′ 29″ ouest |                   |
| Aqueduc sur le Guindy                                           | Tréguier                        | Côtes-d'Armor         | Bretagne                   | inscrit    | « PA00089700 », notice no PA00089700 | 48° 47′ 07″ nord, 3° 15′ 10″ ouest |                   |
| Château de la Dauge                                             | Ladapeyre                       | Creuse                | Nouvelle-Aquitaine         | inscrit    | « PA00100093 », notice no PA00100093 | 46° 15′ 01″ nord, 2° 03′ 05″ est   |                   |
| Château du Théret                                               | La Saunière                     | Creuse                | Nouvelle-Aquitaine         | inscrit    | « PA00100199 », notice no PA00100199 | 46° 07′ 27″ nord, 1° 56′ 14″ est   |                   |
| Pont Cadoret                                                    | Argenton-les-Vallées            | Deux-Sèvres           | Nouvelle-Aquitaine         | inscrit    | « PA00101177 », notice no PA00101177 | 46° 59′ 12″ nord, 0° 26′ 31″ ouest |                   |
| Ancienne abbaye Saint-Pierre                                    | Brantôme                        | Dordogne              | Nouvelle-Aquitaine         | inscrit    | « PA00082403 », notice no PA00082403 | 45° 21′ 52″ nord, 0° 38′ 49″ est   |                   |
| Maison voisine du pont                                          | Brantôme                        | Dordogne              | Nouvelle-Aquitaine         | inscrit    | « PA00082411 », notice no PA00082411 | 45° 21′ 56″ nord, 0° 39′ 01″ est   |                   |
| Ancien hôpital d'Hautefort                                      | Hautefort                       | Dordogne              | Nouvelle-Aquitaine         | classé     | « PA00082577 », notice no PA00082577 | 45° 15′ 33″ nord, 1° 08′ 57″ est   |                   |
| Maison                                                          | Montignac-Lascaux               | Dordogne              | Nouvelle-Aquitaine         | inscrit    | « PA00082701 », notice no PA00082701 | 45° 03′ 57″ nord, 1° 09′ 45″ est   |                   |
| Maison                                                          | Montignac-Lascaux               | Dordogne              | Nouvelle-Aquitaine         | inscrit    | « PA00082699 », notice no PA00082699 | 45° 03′ 58″ nord, 1° 09′ 46″ est   |                   |
| Maison                                                          | Montignac-Lascaux               | Dordogne              | Nouvelle-Aquitaine         | inscrit    | « PA00082700 », notice no PA00082700 | 45° 03′ 57″ nord, 1° 09′ 45″ est   |                   |
| Maison à galerie                                                | Montignac-Lascaux               | Dordogne              | Nouvelle-Aquitaine         | inscrit    | « PA00082702 », notice no PA00082702 | 45° 03′ 58″ nord, 1° 09′ 47″ est   |                   |
| Hôtel de Sallegourde                                            | Périgueux                       | Dordogne              | Nouvelle-Aquitaine         | inscrit    | « PA00082738 », notice no PA00082738 | 45° 10′ 56″ nord, 0° 43′ 17″ est   |                   |
| Autel, dit aussi croix de Lassagne                              | Saint-André-d'Allas             | Dordogne              | Nouvelle-Aquitaine         | classé     | « PA00082794 », notice no PA00082794 | 44° 53′ 16″ nord, 1° 09′ 59″ est   |                   |
| Chemin vicinal allant du Moustier au Sol                        | Saint-Léon-sur-Vézère           | Dordogne              | Nouvelle-Aquitaine         | classé     | « PA00082858 », notice no PA00082858 | 44° 59′ 41″ nord, 1° 03′ 42″ est   |                   |
| Maison                                                          | Sarlat-la-Canéda                | Dordogne              | Nouvelle-Aquitaine         | inscrit    | « PA00082969 », notice no PA00082969 | 44° 53′ 20″ nord, 1° 12′ 56″ est   |                   |
| Maison                                                          | Sarlat-la-Canéda                | Dordogne              | Nouvelle-Aquitaine         | inscrit    | « PA00082973 », notice no PA00082973 |                                    |                   |
| Abri Blanchard                                                  | Sergeac                         | Dordogne              | Nouvelle-Aquitaine         | classé     | « PA00082997 », notice no PA00082997 | 45° 00′ 01″ nord, 1° 06′ 04″ est   |                   |
| Abri Labattut                                                   | Sergeac                         | Dordogne              | Nouvelle-Aquitaine         | classé     | « PA00082999 », notice no PA00082999 | 44° 59′ 58″ nord, 1° 06′ 02″ est   |                   |
| Pierre des redevances                                           | Mouthe                          | Doubs                 | Bourgogne-Franche-Comté    | inscrit    | « PA00101693 », notice no PA00101693 | 46° 42′ 39″ nord, 6° 11′ 42″ est   |                   |
| Église Saint-Laurent d'Ornans                                   | Ornans                          | Doubs                 | Bourgogne-Franche-Comté    | classé     | « PA00101700 », notice no PA00101700 | 47° 06′ 19″ nord, 6° 08′ 42″ est   |                   |
| Temple protestant de Die                                        | Die                             | Drôme                 | Auvergne-Rhône-Alpes       | inscrit    | « PA00116936 », notice no PA00116936 | 44° 45′ 07″ nord, 5° 22′ 15″ est   |                   |
| Grenier à sel                                                   | Tain-l'Hermitage                | Drôme                 | Auvergne-Rhône-Alpes       | inscrit    | « PA00117076 », notice no PA00117076 | 45° 04′ 12″ nord, 4° 50′ 13″ est   |                   |
| Église Saint-Didier de Bruyères-le-Châtel                       | Bruyères-le-Châtel              | Essonne               | Île-de-France              | classé     | « PA00087842 », notice no PA00087842 | 48° 35′ 30″ nord, 2° 11′ 19″ est   |                   |
| Église Saint-Thomas-Becket de Moulineux                         | Chalou-Moulineux                | Essonne               | Île-de-France              | inscrit    | « PA00087853 », notice no PA00087853 | 48° 23′ 28″ nord, 2° 01′ 38″ est   |                   |
| Prieuré d'Étampes                                               | Étampes                         | Essonne               | Île-de-France              | inscrit    | « PA00087904 », notice no PA00087904 | 48° 26′ 02″ nord, 2° 10′ 43″ est   |                   |
| Ferme du Touchet                                                | Étréchy                         | Essonne               | Île-de-France              | inscrit    | « PA00087911 », notice no PA00087911 | 48° 29′ 21″ nord, 2° 09′ 11″ est   |                   |
| Borne à bonnet phrygien no 12                                   | Morsang-sur-Orge                | Essonne               | Île-de-France              | inscrit    | « PA00087979 », notice no PA00087979 |                                    |                   |
| Prieuré de Saint-Hilaire                                        | Saint-Hilaire                   | Essonne               | Île-de-France              | inscrit    | « PA00088005 », notice no PA00088005 | 48° 26′ 06″ nord, 2° 04′ 38″ est   |                   |
| Borne fleurdelysée n°13                                         | Sainte-Geneviève-des-Bois       | Essonne               | Île-de-France              | inscrit    | « PA00088010 », notice no PA00088010 | 48° 38′ 42″ nord, 2° 20′ 06″ est   |                   |
| Borne fleurdelysée n°16                                         | Sainte-Geneviève-des-Bois       | Essonne               | Île-de-France              | inscrit    | « PA00088011 », notice no PA00088011 | 48° 38′ 11″ nord, 2° 19′ 59″ est   |                   |
| Borne à bonnet phrygien                                         | Savigny-sur-Orge                | Essonne               | Île-de-France              | inscrit    | « PA00088017 », notice no PA00088017 | 48° 40′ 46″ nord, 2° 20′ 44″ est   |                   |
| Ancienne église de Souzy (Souzy-la-Briche)                      | Souzy-la-Briche                 | Essonne               | Île-de-France              | inscrit    | « PA00088020 », notice no PA00088020 | 48° 31′ 40″ nord, 2° 08′ 50″ est   |                   |
| Château de la Vacherie                                          | Barquet                         | Eure                  | Normandie                  | inscrit    | « PA00099317 », notice no PA00099317 | 49° 02′ 18″ nord, 0° 49′ 48″ est   |                   |
| Couvent des Capucins d'Évreux                                   | Évreux                          | Eure                  | Normandie                  | classé     | « PA00099401 », notice no PA00099401 | 49° 01′ 16″ nord, 1° 09′ 04″ est   |                   |
| Couvent des Augustins de Carhaix-Plouguer                       | Carhaix-Plouguer                | Finistère             | Bretagne                   | inscrit    | « PA00089860 », notice no PA00089860 | 48° 16′ 36″ nord, 3° 34′ 18″ ouest |                   |
| Allée couverte et menhir de Kercordonner                        | Moëlan-sur-Mer                  | Finistère             | Bretagne                   | classé     | « PA00090117 », notice no PA00090117 | 47° 47′ 51″ nord, 3° 39′ 34″ ouest |                   |
| Premier menhir de Kerscaven                                     | Penmarc'h                       | Finistère             | Bretagne                   | classé     | « PA00090154 », notice no PA00090154 | 47° 49′ 07″ nord, 4° 19′ 23″ ouest |                   |
| Manoir de Moëllien                                              | Plonévez-Porzay                 | Finistère             | Bretagne                   | inscrit    | « PA00090204 », notice no PA00090204 | 48° 06′ 44″ nord, 4° 14′ 01″ ouest |                   |
| Maison                                                          | Quimperlé                       | Finistère             | Bretagne                   | classé     | « PA00090390 », notice no PA00090390 | 47° 52′ 23″ nord, 3° 32′ 44″ ouest |                   |
| Grotte des Colonnes                                             | Collias                         | Gard                  | Occitanie                  | classé     | « PA00103045 », notice no PA00103045 | 43° 56′ 23″ nord, 4° 29′ 19″ est   |                   |
| Château de Montaren-et-Saint-Médiers                            | Montaren-et-Saint-Médiers       | Gard                  | Occitanie                  | classé     | « PA00103076 », notice no PA00103076 | 44° 01′ 50″ nord, 4° 22′ 45″ est   |                   |
| Pont Vieux de Trèves                                            | Trèves                          | Gard                  | Occitanie                  | inscrit    | « PA00103248 », notice no PA00103248 | 44° 04′ 38″ nord, 3° 23′ 15″ est   |                   |
| Abri de la Salpétrière                                          | Vers-Pont-du-Gard               | Gard                  | Occitanie                  | classé     | « PA00103290 », notice no PA00103290 | 43° 56′ 56″ nord, 4° 34′ 34″ est   |                   |
| Maison                                                          | Villeneuve-lès-Avignon          | Gard                  | Occitanie                  | classé     | « PA00103319 », notice no PA00103319 | 43° 57′ 33″ nord, 4° 47′ 51″ est   |                   |
| Porte d'Aquitaine                                               | Bordeaux                        | Gironde               | Nouvelle-Aquitaine         | inscrit    | « PA00083473 », notice no PA00083473 | 44° 49′ 52″ nord, 0° 34′ 22″ ouest |                   |
| Enceinte de Saint-Macaire                                       | Saint-Macaire                   | Gironde               | Nouvelle-Aquitaine         | inscrit    | « PA00083776 », notice no PA00083776 | 44° 33′ 54″ nord, 0° 13′ 37″ ouest |                   |
| Tour du Pétrole (tour des Citoyens ou tour des Bourgeois)       | Ammerschwihr                    | Haut-Rhin             | Grand Est                  | inscrit    | « PA00085331 », notice no PA00085331 | 48° 07′ 33″ nord, 7° 16′ 45″ est   |                   |
| Tour des Voleurs                                                | Ammerschwihr                    | Haut-Rhin             | Grand Est                  | inscrit    | « PA00085332 », notice no PA00085332 | 48° 07′ 33″ nord, 7° 17′ 04″ est   |                   |
| Maison                                                          | Ammerschwihr                    | Haut-Rhin             | Grand Est                  | inscrit    | « PA00085329 », notice no PA00085329 | 48° 07′ 31″ nord, 7° 16′ 47″ est   |                   |
| Porte Haute                                                     | Ammerschwihr                    | Haut-Rhin             | Grand Est                  | inscrit    | « PA00085330 », notice no PA00085330 | 48° 07′ 29″ nord, 7° 16′ 42″ est   |                   |
| Église Saints-Pierre-et-Paul                                    | Bennwihr                        | Haut-Rhin             | Grand Est                  | inscrit    | « PA00085338 », notice no PA00085338 | 48° 08′ 40″ nord, 7° 19′ 28″ est   |                   |
| Statue de Saint-Maurice                                         | Soultz-Haut-Rhin                | Haut-Rhin             | Grand Est                  | inscrit    | « PA00085683 », notice no PA00085683 | 47° 53′ 03″ nord, 7° 13′ 39″ est   |                   |
| Maison                                                          | Soultz-Haut-Rhin                | Haut-Rhin             | Grand Est                  | inscrit    | « PA00085682 », notice no PA00085682 | 47° 53′ 05″ nord, 7° 13′ 50″ est   |                   |
| Niedertor (porte de France ou porte de Colmar)                  | Turckheim                       | Haut-Rhin             | Grand Est                  | classé     | « PA00085722 », notice no PA00085722 | 48° 05′ 11″ nord, 7° 16′ 41″ est   |                   |
| Obertor (porte de Munster)                                      | Turckheim                       | Haut-Rhin             | Grand Est                  | classé     | « PA00085723 », notice no PA00085723 | 48° 05′ 10″ nord, 7° 16′ 18″ est   |                   |
| Oeltor (porte de Brand ou Mocheltor)                            | Turckheim                       | Haut-Rhin             | Grand Est                  | classé     | « PA00085721 », notice no PA00085721 | 48° 05′ 21″ nord, 7° 16′ 42″ est   |                   |
| Église Sainte-Croix                                             | Bastia                          | Haute-Corse           | Corse                      | classé     | « PA00099161 », notice no PA00099161 | 42° 41′ 33″ nord, 9° 27′ 08″ est   |                   |
| Château Lafont                                                  | Bagnères-de-Luchon              | Haute-Garonne         | Occitanie                  | classé     | « PA00094277 », notice no PA00094277 | 42° 47′ 22″ nord, 0° 35′ 30″ est   |                   |
| Chapelle Saint-Étienne de Bagnères-de-Luchon                    | Bagnères-de-Luchon              | Haute-Garonne         | Occitanie                  | inscrit    | « PA00094276 », notice no PA00094276 | 42° 47′ 45″ nord, 0° 35′ 42″ est   |                   |
| Tour Morand                                                     | Toulouse                        | Haute-Garonne         | Occitanie                  | classé     | « PA00094641 », notice no PA00094641 | 43° 36′ 26″ nord, 1° 26′ 32″ est   |                   |
| Église Saint-André de Jullianges                                | Jullianges                      | Haute-Loire           | Auvergne-Rhône-Alpes       | classé     | « PA00092679 », notice no PA00092679 | 45° 18′ 21″ nord, 3° 47′ 30″ est   |                   |
| Église Saint-Pierre de Mazerat-Aurouze                          | Mazerat-Aurouze                 | Haute-Loire           | Auvergne-Rhône-Alpes       | classé     | « PA00092703 », notice no PA00092703 | 45° 11′ 13″ nord, 3° 33′ 38″ est   |                   |
| Croix de la route de Breuvannes                                 | Breuvannes-en-Bassigny          | Haute-Marne           | Grand Est                  | classé     | « PA00078973 », notice no PA00078973 | 48° 04′ 07″ nord, 5° 37′ 29″ est   |                   |
| Couvent des Ursulines                                           | Langres                         | Haute-Marne           | Grand Est                  | classé     | « PA00079093 », notice no PA00079093 | 47° 51′ 53″ nord, 5° 19′ 51″ est   |                   |
| Château de Saint-Remy                                           | Saint-Rémy-en-Comté             | Haute-Saône           | Bourgogne-Franche-Comté    | inscrit    | « PA00102269 », notice no PA00102269 | 47° 49′ 51″ nord, 6° 05′ 28″ est   |                   |
| Pierre à cupules de Veigy                                       | Messery                         | Haute-Savoie          | Auvergne-Rhône-Alpes       | classé     | « PA00118408 », notice no PA00118408 | 46° 20′ 58″ nord, 6° 16′ 38″ est   |                   |
| Château de Sallenôves                                           | Sallenôves                      | Haute-Savoie          | Auvergne-Rhône-Alpes       | inscrit    | « PA00118439 », notice no PA00118439 | 46° 00′ 40″ nord, 5° 59′ 45″ est   |                   |
| Fontaine de Taninges                                            | Taninges                        | Haute-Savoie          | Auvergne-Rhône-Alpes       | inscrit    | « PA00118449 », notice no PA00118449 | 46° 06′ 32″ nord, 6° 35′ 30″ est   |                   |
| Église Notre-Dame-et-Saint-Nicolas de Briançon                  | Briançon                        | Hautes-Alpes          | Provence-Alpes-Côte d'Azur | classé     | « PA00080528 », notice no PA00080528 | 44° 54′ 01″ nord, 6° 38′ 34″ est   |                   |
| Église de la Nativité-de-Notre-Dame de Lagrand                  | Lagrand                         | Hautes-Alpes          | Provence-Alpes-Côte d'Azur | classé     | « PA00080578 », notice no PA00080578 | 44° 20′ 30″ nord, 5° 45′ 24″ est   |                   |
| Chapelle Saint-Romain de Puy-Saint-Vincent                      | Puy-Saint-Vincent               | Hautes-Alpes          | Provence-Alpes-Côte d'Azur | inscrit    | « PA00080598 », notice no PA00080598 | 44° 50′ 04″ nord, 6° 29′ 05″ est   |                   |
| Église Saint-Crépin-et-Saint-Crépinien de Saint-Crépin          | Saint-Crépin                    | Hautes-Alpes          | Provence-Alpes-Côte d'Azur | classé     | « PA00080609 », notice no PA00080609 | 44° 42′ 22″ nord, 6° 36′ 27″ est   |                   |
| Église Saint-Grégoire                                           | Tallard                         | Hautes-Alpes          | Provence-Alpes-Côte d'Azur | classé     | « PA00080629 », notice no PA00080629 | 44° 27′ 41″ nord, 6° 03′ 22″ est   |                   |
| Église Saint-Laurent de Ventavon                                | Ventavon                        | Hautes-Alpes          | Provence-Alpes-Côte d'Azur | inscrit    | « PA00080634 », notice no PA00080634 | 44° 22′ 13″ nord, 5° 54′ 19″ est   |                   |
| Parc de Sceaux                                                  | Sceaux                          | Hauts-de-Seine        | Île-de-France              | inscrit    | « PA00088146 », notice no PA00088146 | 48° 46′ 12″ nord, 2° 17′ 53″ est   |                   |
| Maison                                                          | Béziers                         | Hérault               | Occitanie                  | inscrit    | « PA00103390 », notice no PA00103390 | 43° 20′ 24″ nord, 3° 12′ 51″ est   |                   |
| Hôtel des Trésoriers de France                                  | Montpellier                     | Hérault               | Occitanie                  | classé     | « PA00103592 », notice no PA00103592 | 43° 36′ 34″ nord, 3° 52′ 44″ est   |                   |
| Porte Faugères                                                  | Pézenas                         | Hérault               | Occitanie                  | inscrit    | « PA00103659 », notice no PA00103659 | 43° 27′ 39″ nord, 3° 25′ 16″ est   |                   |
| Hôtel-Dieu                                                      | Pézenas                         | Hérault               | Occitanie                  | inscrit    | « PA00103639 », notice no PA00103639 | 43° 27′ 37″ nord, 3° 25′ 11″ est   |                   |
| Palais consulaire                                               | Pézenas                         | Hérault               | Occitanie                  | inscrit    | « PA00103658 », notice no PA00103658 | 43° 27′ 40″ nord, 3° 25′ 23″ est   |                   |
| Hôtel de ville                                                  | Pézenas                         | Hérault               | Occitanie                  | inscrit    | « PA00103632 », notice no PA00103632 | 43° 27′ 35″ nord, 3° 25′ 17″ est   |                   |
| Fontaine de Vedel                                               | Pézenas                         | Hérault               | Occitanie                  | inscrit    | « PA00103635 », notice no PA00103635 | 43° 27′ 33″ nord, 3° 25′ 27″ est   |                   |
| Château de Châteaugiron                                         | Châteaugiron                    | Ille-et-Vilaine       | Bretagne                   | classé     | « PA00090526 », notice no PA00090526 | 48° 02′ 56″ nord, 1° 30′ 07″ ouest |                   |
| Église Saint-Martin                                             | Fleurigné                       | Ille-et-Vilaine       | Bretagne                   | inscrit    | « PA00090554 », notice no PA00090554 | 48° 20′ 11″ nord, 1° 07′ 12″ ouest |                   |
| Maison                                                          | Fougères                        | Ille-et-Vilaine       | Bretagne                   | inscrit    | « PA00090564 », notice no PA00090564 | 48° 21′ 11″ nord, 1° 12′ 29″ ouest |                   |
| Maison                                                          | Fougères                        | Ille-et-Vilaine       | Bretagne                   | inscrit    | « PA00090563 », notice no PA00090563 | 48° 21′ 11″ nord, 1° 12′ 29″ ouest |                   |
| Maison                                                          | Fougères                        | Ille-et-Vilaine       | Bretagne                   | inscrit    | « PA00090565 », notice no PA00090565 | 48° 21′ 10″ nord, 1° 12′ 29″ ouest |                   |
| Maison                                                          | Fougères                        | Ille-et-Vilaine       | Bretagne                   | inscrit    | « PA00090568 », notice no PA00090568 | 48° 21′ 11″ nord, 1° 12′ 28″ ouest |                   |
| Maison de la Duchesse Anne                                      | Saint-Malo                      | Ille-et-Vilaine       | Bretagne                   | inscrit    | « PA00090820 », notice no PA00090820 | 48° 39′ 03″ nord, 2° 01′ 34″ ouest |                   |
| Maison                                                          | Argenton-sur-Creuse             | Indre                 | Centre-Val de Loire        | inscrit    | « PA00097265 », notice no PA00097265 | 46° 35′ 13″ nord, 1° 31′ 01″ est   |                   |
| Hôtel de Chevigny                                               | Argenton-sur-Creuse             | Indre                 | Centre-Val de Loire        | inscrit    | « PA00097266 », notice no PA00097266 | 46° 35′ 12″ nord, 1° 31′ 01″ est   |                   |
| Porte de Déols                                                  | Déols                           | Indre                 | Centre-Val de Loire        | classé     | « PA00097339 », notice no PA00097339 | 46° 49′ 38″ nord, 1° 42′ 09″ est   |                   |
| Église Saint-Cyr d'Issoudun                                     | Issoudun                        | Indre                 | Centre-Val de Loire        | inscrit    | « PA00097357 », notice no PA00097357 | 46° 56′ 54″ nord, 1° 59′ 32″ est   |                   |
| Église Saint-Paul de Chambon                                    | Chambon                         | Indre-et-Loire        | Centre-Val de Loire        | inscrit    | « PA00097624 », notice no PA00097624 | 46° 50′ 32″ nord, 0° 48′ 45″ est   |                   |
| Fort Saint-Georges                                              | Chinon                          | Indre-et-Loire        | Centre-Val de Loire        |            | « PA00097669 », notice no PA00097669 | 47° 10′ 06″ nord, 0° 14′ 19″ est   |                   |
| Église Saint-Georges de Faye-la-Vineuse                         | Faye-la-Vineuse                 | Indre-et-Loire        | Centre-Val de Loire        | classé     | « PA00097750 », notice no PA00097750 | 46° 57′ 25″ nord, 0° 20′ 28″ est   |                   |
| Château de Mondon                                               | Marigny-Marmande                | Indre-et-Loire        | Centre-Val de Loire        | inscrit    | « PA00097865 », notice no PA00097865 | 46° 58′ 04″ nord, 0° 28′ 15″ est   |                   |
| Église de Poncay                                                | Marigny-Marmande                | Indre-et-Loire        | Centre-Val de Loire        | inscrit    | « PA00097866 », notice no PA00097866 | 46° 59′ 38″ nord, 0° 31′ 02″ est   |                   |
| Château d'Ussé                                                  | Rigny-Ussé                      | Indre-et-Loire        | Centre-Val de Loire        | classé     | « PA00098034 », notice no PA00098034 | 47° 14′ 59″ nord, 0° 17′ 28″ est   |                   |
| Château du Pilorget                                             | Tours                           | Indre-et-Loire        | Centre-Val de Loire        | inscrit    | « PA00098101 », notice no PA00098101 | 47° 24′ 49″ nord, 0° 41′ 03″ est   |                   |
| Chambre de commerce et d'industrie de Touraine                  | Tours                           | Indre-et-Loire        | Centre-Val de Loire        | inscrit    | « PA00098137 », notice no PA00098137 | 47° 23′ 43″ nord, 0° 41′ 17″ est   |                   |
| Porte Saint-Laurent                                             | Grenoble                        | Isère                 | Auvergne-Rhône-Alpes       | inscrit    | « PA00117200 », notice no PA00117200 | 45° 11′ 53″ nord, 5° 43′ 54″ est   |                   |
| Borne frontière de Condamine                                    | Condamine                       | Jura                  | Bourgogne-Franche-Comté    | classé     | « PA00101836 », notice no PA00101836 | 46° 38′ 32″ nord, 5° 25′ 57″ est   |                   |
| Château de Gevingey                                             | Gevingey                        | Jura                  | Bourgogne-Franche-Comté    | inscrit    | « PA00101883 », notice no PA00101883 | 46° 38′ 14″ nord, 5° 30′ 30″ est   |                   |
| Borne frontière de Mallerey                                     | Trenal                          | Jura                  | Bourgogne-Franche-Comté    | classé     | « PA00101947 », notice no PA00101947 |                                    |                   |
| Chapelle de Saint-Romain-de-Roche                               | Lavans-lès-Saint-Claude         | Jura                  | Bourgogne-Franche-Comté    | classé     | « PA00102002 », notice no PA00102002 | 46° 21′ 45″ nord, 5° 44′ 47″ est   |                   |
| Hôtel de ville                                                  | Salins-les-Bains                | Jura                  | Bourgogne-Franche-Comté    | classé     | « PA00102031 », notice no PA00102031 | 46° 56′ 22″ nord, 5° 52′ 38″ est   |                   |
| Chapelle Notre-Dame-Libératrice                                 | Salins-les-Bains                | Jura                  | Bourgogne-Franche-Comté    | classé     | « PA00102023 », notice no PA00102023 | 46° 56′ 22″ nord, 5° 52′ 38″ est   |                   |
| Maison                                                          | Blois                           | Loir-et-Cher          | Centre-Val de Loire        | inscrit    | « PA00098385 », notice no PA00098385 | 47° 35′ 15″ nord, 1° 20′ 09″ est   |                   |
| Maison                                                          | Blois                           | Loir-et-Cher          | Centre-Val de Loire        | inscrit    | « PA00098364 », notice no PA00098364 | 47° 35′ 12″ nord, 1° 20′ 01″ est   |                   |
| Hôtel Denis-Dupont                                              | Blois                           | Loir-et-Cher          | Centre-Val de Loire        | classé     | « PA00098355 », notice no PA00098355 | 47° 35′ 15″ nord, 1° 19′ 54″ est   |                   |
| Église Saint-Dyé de Saint-Dyé-sur-Loire                         | Saint-Dyé-sur-Loire             | Loir-et-Cher          | Centre-Val de Loire        | classé     | « PA00098575 », notice no PA00098575 | 47° 39′ 23″ nord, 1° 29′ 16″ est   |                   |
| Chapelle de Fraisse                                             | Châtelneuf                      | Loire                 | Auvergne-Rhône-Alpes       | classé     | « PA00117462 », notice no PA00117462 | 45° 38′ 09″ nord, 3° 57′ 18″ est   |                   |
| Château de Boisy, dit Château Jacques Cœur                      | Pouilly-les-Nonains             | Loire                 | Auvergne-Rhône-Alpes       | classé     | « PA00117553 », notice no PA00117553 | 46° 03′ 14″ nord, 3° 57′ 40″ est   |                   |
| Maison                                                          | Saint-Marcellin-en-Forez        | Loire                 | Auvergne-Rhône-Alpes       | inscrit    | « PA00117646 », notice no PA00117646 | 45° 29′ 50″ nord, 4° 10′ 01″ est   |                   |
| Église Saint-Sulpice d'Audeville                                | Audeville                       | Loiret                | Centre-Val de Loire        | inscrit    | « PA00098679 », notice no PA00098679 | 48° 16′ 41″ nord, 2° 14′ 20″ est   |                   |
| Église Saint-Vrain de Boismorand                                | Boismorand                      | Loiret                | Centre-Val de Loire        | inscrit    | « PA00098714 », notice no PA00098714 | 47° 47′ 12″ nord, 2° 43′ 07″ est   |                   |
| Église Sainte-Marguerite de Cerdon                              | Cerdon                          | Loiret                | Centre-Val de Loire        | inscrit    | « PA00098729 », notice no PA00098729 | 47° 38′ 11″ nord, 2° 21′ 48″ est   |                   |
| Château de Courcelles-le-Roi                                    | Courcelles                      | Loiret                | Centre-Val de Loire        | inscrit    | « PA00098759 », notice no PA00098759 | 48° 05′ 44″ nord, 2° 18′ 49″ est   |                   |
| Château de la Queuvre                                           | Férolles                        | Loiret                | Centre-Val de Loire        | inscrit    | « PA00098771 », notice no PA00098771 | 47° 49′ 43″ nord, 2° 09′ 05″ est   |                   |
| Maison                                                          | Fontenay-sur-Loing              | Loiret                | Centre-Val de Loire        | inscrit    | « PA00098779 », notice no PA00098779 | 48° 06′ 22″ nord, 2° 46′ 22″ est   |                   |
| Église Saint-Martial de Fréville-du-Gâtinais                    | Fréville-du-Gâtinais            | Loiret                | Centre-Val de Loire        | inscrit    | « PA00098781 », notice no PA00098781 | 48° 01′ 26″ nord, 2° 26′ 36″ est   |                   |
| Église Saint-Aubin de Gaubertin                                 | Gaubertin                       | Loiret                | Centre-Val de Loire        | inscrit    | « PA00098782 », notice no PA00098782 | 48° 07′ 18″ nord, 2° 26′ 02″ est   |                   |
| Église Saint-Pierre-ès-Liens de Greneville                      | Greneville-en-Beauce            | Loiret                | Centre-Val de Loire        | inscrit    | « PA00098789 », notice no PA00098789 | 48° 10′ 54″ nord, 2° 06′ 46″ est   |                   |
| Église Saint-Hilaire de Ladon                                   | Ladon                           | Loiret                | Centre-Val de Loire        | inscrit    | « PA00098801 », notice no PA00098801 | 48° 00′ 08″ nord, 2° 32′ 08″ est   |                   |
| Église Saint-Amand de La Neuville-sur-Essonne                   | La Neuville-sur-Essonne         | Loiret                | Centre-Val de Loire        | inscrit    | « PA00098831 », notice no PA00098831 | 48° 11′ 13″ nord, 2° 22′ 32″ est   |                   |
| Église Saint-Pierre de Solterre                                 | Solterre                        | Loiret                | Centre-Val de Loire        | inscrit    | « PA00099023 », notice no PA00099023 | 47° 54′ 21″ nord, 2° 44′ 32″ est   |                   |
| Église Saint-Pierre-et-Saint-Marcou de Thignonville             | Thignonville                    | Loiret                | Centre-Val de Loire        | inscrit    | « PA00099032 », notice no PA00099032 | 48° 16′ 52″ nord, 2° 10′ 24″ est   |                   |
| Église Saint-Jean-Baptiste de Thorailles                        | Thorailles                      | Loiret                | Centre-Val de Loire        | inscrit    | « PA00099033 », notice no PA00099033 | 48° 01′ 25″ nord, 2° 53′ 57″ est   |                   |
| Église Saint-Nicolas de Villemoutiers                           | Villemoutiers                   | Loiret                | Centre-Val de Loire        | inscrit    | « PA00099036 », notice no PA00099036 | 47° 59′ 41″ nord, 2° 33′ 22″ est   |                   |
| Presbytère de la cathédrale                                     | Cahors                          | Lot                   | Occitanie                  | inscrit    | « PA00095028 », notice no PA00095028 | 44° 26′ 50″ nord, 1° 26′ 37″ est   |                   |
| Maison Cavaillé                                                 | Les Junies                      | Lot                   | Occitanie                  | classé     | « PA00095116 », notice no PA00095116 | 44° 31′ 36″ nord, 1° 13′ 57″ est   |                   |
| Cloître des Mirepoises                                          | Martel                          | Lot                   | Occitanie                  | inscrit    | « PA00095158 », notice no PA00095158 | 44° 56′ 10″ nord, 1° 36′ 30″ est   |                   |
| Pavillon des Bains du Roi                                       | Nérac                           | Lot-et-Garonne        | Nouvelle-Aquitaine         | classé     | « PA00084198 », notice no PA00084198 | 44° 07′ 59″ nord, 0° 20′ 29″ est   |                   |
| Église Saint-Robert de Saint-Robert                             | Saint-Robert                    | Lot-et-Garonne        | Nouvelle-Aquitaine         | classé     | « PA00084242 », notice no PA00084242 | 44° 14′ 48″ nord, 0° 47′ 40″ est   |                   |
| Église Saint-Pierre d'Allenc                                    | Allenc                          | Lozère                | Occitanie                  | classé     | « PA00103782 », notice no PA00103782 | 44° 32′ 30″ nord, 3° 39′ 43″ est   |                   |
| Église Notre-Dame-de-l'Assomption de Barre-des-Cévennes         | Barre-des-Cévennes              | Lozère                | Occitanie                  | classé     | « PA00103788 », notice no PA00103788 | 44° 14′ 41″ nord, 3° 39′ 16″ est   |                   |
| Maison                                                          | La Canourgue                    | Lozère                | Occitanie                  | inscrit    | « PA00103808 », notice no PA00103808 | 44° 25′ 57″ nord, 3° 12′ 54″ est   |                   |
| Église Saint-Pierre de Luc                                      | Luc                             | Lozère                | Occitanie                  | inscrit    | « PA00103839 », notice no PA00103839 | 44° 38′ 52″ nord, 3° 53′ 29″ est   |                   |
| Monastère Saint-Sauveur-de-Chirac                               | Bourgs sur Colagne              | Lozère                | Occitanie                  | classé     | « PA00103886 », notice no PA00103886 | 44° 31′ 01″ nord, 3° 15′ 21″ est   |                   |
| Prieuré de Prévenchères                                         | Prévenchères                    | Lozère                | Occitanie                  | inscrit    | « PA00103903 », notice no PA00103903 | 44° 31′ 18″ nord, 3° 54′ 33″ est   |                   |
| Église Saint-Pierre-et-Saint-Paul de Prévenchères               | Prévenchères                    | Lozère                | Occitanie                  | classé     | « PA00103900 », notice no PA00103900 | 44° 31′ 17″ nord, 3° 54′ 34″ est   |                   |
| Pont de Quézac                                                  | Quézac                          | Lozère                | Occitanie                  | classé     | « PA00103908 », notice no PA00103908 | 44° 22′ 26″ nord, 3° 31′ 32″ est   |                   |
| Église Saint-Julien de Saint-Julien-du-Tournel                  | Saint-Julien-du-Tournel         | Lozère                | Occitanie                  | classé     | « PA00103929 », notice no PA00103929 | 44° 30′ 04″ nord, 3° 41′ 06″ est   |                   |
| Abbaye du Ronceray                                              | Angers                          | Maine-et-Loire        | Pays de la Loire           | inscrit    | « PA00108860 », notice no PA00108860 | 47° 28′ 32″ nord, 0° 33′ 41″ ouest |                   |
| Auberge de la Tête noire                                        | Angers                          | Maine-et-Loire        | Pays de la Loire           | inscrit    | « PA00108865 », notice no PA00108865 | 47° 28′ 11″ nord, 0° 33′ 15″ ouest |                   |
| Château d'Aubigné                                               | Aubigné-sur-Layon               | Maine-et-Loire        | Pays de la Loire           | inscrit    | « PA00108949 », notice no PA00108949 | 47° 12′ 49″ nord, 0° 27′ 42″ ouest |                   |
| Château du Plessis-Bourré                                       | Écuillé                         | Maine-et-Loire        | Pays de la Loire           | classé     | « PA00109098 », notice no PA00109098 | 47° 36′ 03″ nord, 0° 32′ 40″ ouest |                   |
| Maison                                                          | Segré-en-Anjou Bleu             | Maine-et-Loire        | Pays de la Loire           | inscrit    | « PA00109353 », notice no PA00109353 | 47° 41′ 07″ nord, 0° 52′ 19″ ouest |                   |
| Ancienne porte de ville de l'enceinte                           | Granville                       | Manche                | Normandie                  | classé     | « PA00110421 », notice no PA00110421 | 48° 50′ 12″ nord, 1° 36′ 09″ ouest |                   |
| Villa Bellevue                                                  | Le Mont-Saint-Michel            | Manche                | Normandie                  | classé     | « PA00110519 », notice no PA00110519 | 48° 38′ 09″ nord, 1° 30′ 38″ ouest |                   |
| Église Sainte-Suzanne                                           | Sainte-Suzanne-sur-Vire         | Manche                | Normandie                  | classé     | « PA00110605 », notice no PA00110605 | 49° 03′ 41″ nord, 1° 03′ 39″ ouest |                   |
| Château d'Arcis-le-Ponsart                                      | Arcis-le-Ponsart                | Marne                 | Grand Est                  | classé     | « PA00078571 », notice no PA00078571 | 49° 14′ 12″ nord, 3° 41′ 34″ est   |                   |
| Église Saint-Eusèbe de Chapelaine                               | Chapelaine                      | Marne                 | Grand Est                  | classé     | « PA00078656 », notice no PA00078656 | 48° 34′ 47″ nord, 4° 29′ 53″ est   |                   |
| Église Saint-Martin de Dommartin-Lettrée                        | Dommartin-Lettrée               | Marne                 | Grand Est                  | classé     | « PA00078691 », notice no PA00078691 | 48° 46′ 01″ nord, 4° 17′ 55″ est   |                   |
| Château d'Esternay                                              | Esternay                        | Marne                 | Grand Est                  | classé     | « PA00078704 », notice no PA00078704 | 48° 43′ 50″ nord, 3° 34′ 27″ est   |                   |
| Cimetière de l'église de Sacy                                   | Sacy                            | Marne                 | Grand Est                  | classé     | « PA00078835 », notice no PA00078835 | 49° 11′ 45″ nord, 3° 56′ 54″ est   |                   |
| Église Saint-Maurice de Songy                                   | Songy                           | Marne                 | Grand Est                  | classé     | « PA00078865 », notice no PA00078865 | 48° 48′ 08″ nord, 4° 30′ 07″ est   |                   |
| Église Saint-Victeur de Bazougers                               | Bazougers                       | Mayenne               | Pays de la Loire           | classé     | « PA00109465 », notice no PA00109465 | 48° 01′ 01″ nord, 0° 34′ 52″ ouest |                   |
| Église Saint-Jean-Baptiste de Javron                            | Javron-les-Chapelles            | Mayenne               | Pays de la Loire           | classé     | « PA00109514 », notice no PA00109514 | 48° 25′ 04″ nord, 0° 20′ 19″ ouest |                   |
| Porte Beucheresse                                               | Mayenne (commune)               | Mayenne               | Pays de la Loire           | classé     | « PA00109552 », notice no PA00109552 | 48° 04′ 03″ nord, 0° 46′ 25″ ouest |                   |
| Église Saint-Denis de Saint-Denis-d'Anjou                       | Saint-Denis-d'Anjou             | Mayenne               | Pays de la Loire           | classé     | « PA00109587 », notice no PA00109587 | 47° 47′ 28″ nord, 0° 26′ 33″ ouest |                   |
| Presbytère de Lay-Saint-Christophe                              | Lay-Saint-Christophe            | Meurthe-et-Moselle    | Grand Est                  | classé     | « PA00106056 », notice no PA00106056 | 48° 44′ 53″ nord, 6° 12′ 10″ est   |                   |
| Abbaye de Lachalade                                             | Lachalade                       | Meuse                 | Grand Est                  | classé     | « PA00106545 », notice no PA00106545 | 49° 10′ 03″ nord, 4° 57′ 36″ est   |                   |
| Hôtel de ville de Marville                                      | Marville                        | Meuse                 | Grand Est                  | classé     | « PA00106569 », notice no PA00106569 | 49° 27′ 07″ nord, 5° 27′ 19″ est   |                   |
| Immeuble                                                        | Marville                        | Meuse                 | Grand Est                  | classé     | « PA00106571 », notice no PA00106571 | 49° 27′ 11″ nord, 5° 27′ 29″ est   |                   |
| Cimetière du Mont-Saint-Hilaire                                 | Marville                        | Meuse                 | Grand Est                  | classé     | « PA00106566 », notice no PA00106566 | 49° 27′ 30″ nord, 5° 27′ 01″ est   |                   |
| Maison du Chevalier Michel                                      | Marville                        | Meuse                 | Grand Est                  | classé     | « PA00106577 », notice no PA00106577 | 49° 27′ 08″ nord, 5° 27′ 28″ est   |                   |
| Immeuble                                                        | Marville                        | Meuse                 | Grand Est                  | classé     | « PA00106574 », notice no PA00106574 | 49° 27′ 09″ nord, 5° 27′ 17″ est   |                   |
| Maison                                                          | Marville                        | Meuse                 | Grand Est                  | classé     | « PA00106579 », notice no PA00106579 | 49° 27′ 14″ nord, 5° 27′ 29″ est   |                   |
| Refuge de l'abbaye d'Orval                                      | Marville                        | Meuse                 | Grand Est                  | classé     | « PA00106572 », notice no PA00106572 | 49° 27′ 12″ nord, 5° 27′ 26″ est   |                   |
| Immeuble                                                        | Marville                        | Meuse                 | Grand Est                  | classé     | « PA00106575 », notice no PA00106575 | 49° 27′ 08″ nord, 5° 27′ 18″ est   |                   |
| Cimetière de Marville                                           | Marville                        | Meuse                 | Grand Est                  | classé     | « PA00106565 », notice no PA00106565 | 49° 27′ 30″ nord, 5° 27′ 01″ est   |                   |
| Hôtel d'Égremont                                                | Marville                        | Meuse                 | Grand Est                  | classé     | « PA00106568 », notice no PA00106568 | 49° 27′ 08″ nord, 5° 27′ 28″ est   |                   |
| Immeuble                                                        | Marville                        | Meuse                 | Grand Est                  | classé     | « PA00106570 », notice no PA00106570 | 49° 27′ 12″ nord, 5° 27′ 29″ est   |                   |
| Poste de commandement du colonel Driant                         | Moirey-Flabas-Crépion           | Meuse                 | Grand Est                  | classé     | « PA00106584 », notice no PA00106584 | 49° 16′ 27″ nord, 5° 24′ 15″ est   |                   |
| Maison                                                          | Auray                           | Morbihan              | Bretagne                   | inscrit    | « PA00091000 », notice no PA00091000 | 47° 39′ 58″ nord, 2° 59′ 04″ ouest |                   |
| Maison                                                          | Auray                           | Morbihan              | Bretagne                   | inscrit    | « PA00091008 », notice no PA00091008 | 47° 40′ 01″ nord, 2° 58′ 47″ ouest |                   |
| Premier dolmen à galerie avec la base de son tumulus            | Carnac                          | Morbihan              | Bretagne                   | classé     | « PA00091101 », notice no PA00091101 | 47° 38′ 05″ nord, 3° 05′ 10″ ouest |                   |
| Menhirs de Mispirec                                             | Carnac                          | Morbihan              | Bretagne                   | classé     | « PA00091118 », notice no PA00091118 | 47° 35′ 53″ nord, 3° 05′ 04″ ouest |                   |
| Tumulus de Kuergueoch                                           | Carnac                          | Morbihan              | Bretagne                   | classé     | « PA00091130 », notice no PA00091130 | 47° 37′ 27″ nord, 3° 03′ 25″ ouest |                   |
| Tertre tumulaire et menhir debout                               | Carnac                          | Morbihan              | Bretagne                   | classé     | « PA00091129 », notice no PA00091129 | 47° 36′ 18″ nord, 3° 03′ 03″ ouest |                   |
| Tumulus de Lann-Vras                                            | Carnac                          | Morbihan              | Bretagne                   | classé     | « PA00091135 », notice no PA00091135 | 47° 36′ 52″ nord, 3° 03′ 01″ ouest |                   |
| Chapelle de Burgo                                               | Grand-Champ                     | Morbihan              | Bretagne                   | classé     | « PA00091212 », notice no PA00091212 | 47° 45′ 03″ nord, 2° 48′ 50″ ouest |                   |
| Calvaire                                                        | Guiscriff                       | Morbihan              | Bretagne                   | inscrit    | « PA00091268 », notice no PA00091268 | 48° 02′ 55″ nord, 3° 38′ 42″ ouest |                   |
| Église Saint-Pierre-Saint-Paul                                  | Guiscriff                       | Morbihan              | Bretagne                   | inscrit    | « PA00091274 », notice no PA00091274 | 48° 02′ 55″ nord, 3° 38′ 40″ ouest |                   |
| Dolmen de Bod-en-Lann-Vras                                      | Houat                           | Morbihan              | Bretagne                   | classé     | « PA00091294 », notice no PA00091294 | 47° 23′ 16″ nord, 2° 57′ 33″ ouest |                   |
| Menhirs de Men-Plat                                             | Houat                           | Morbihan              | Bretagne                   | classé     | « PA00091300 », notice no PA00091300 | 47° 23′ 24″ nord, 2° 57′ 11″ ouest |                   |
| Tumulus d'er-Stangvras                                          | Houat                           | Morbihan              | Bretagne                   | classé     | « PA00091301 », notice no PA00091301 | 47° 23′ 46″ nord, 2° 59′ 06″ ouest |                   |
| Dolmen de Stang-Vras                                            | Houat                           | Morbihan              | Bretagne                   | classé     | « PA00091295 », notice no PA00091295 | 47° 23′ 46″ nord, 2° 59′ 06″ ouest |                   |
| Menhir de Bar-Kreiz                                             | Houat                           | Morbihan              | Bretagne                   | classé     | « PA00091297 », notice no PA00091297 | 47° 23′ 41″ nord, 2° 59′ 27″ ouest |                   |
| Menhir de Men-Guen                                              | Houat                           | Morbihan              | Bretagne                   | classé     | « PA00091298 », notice no PA00091298 | 47° 23′ 25″ nord, 2° 58′ 04″ ouest |                   |
| Menhir de Parc-er-Menhir                                        | Houat                           | Morbihan              | Bretagne                   | classé     | « PA00091299 », notice no PA00091299 | 47° 23′ 23″ nord, 2° 57′ 46″ ouest |                   |
| Maison                                                          | Josselin                        | Morbihan              | Bretagne                   | inscrit    | « PA00091318 », notice no PA00091318 | 47° 57′ 13″ nord, 2° 32′ 52″ ouest |                   |
| Maisons                                                         | Josselin                        | Morbihan              | Bretagne                   | inscrit    | « PA00091319 », notice no PA00091319 | 47° 57′ 16″ nord, 2° 32′ 52″ ouest |                   |
| Maison                                                          | Malestroit                      | Morbihan              | Bretagne                   | inscrit    | « PA00091423 », notice no PA00091423 | 47° 48′ 35″ nord, 2° 22′ 58″ ouest |                   |
| Maison                                                          | Malestroit                      | Morbihan              | Bretagne                   | inscrit    | « PA00091424 », notice no PA00091424 | 47° 48′ 35″ nord, 2° 22′ 59″ ouest |                   |
| Église Saint-Gilles                                             | Malestroit                      | Morbihan              | Bretagne                   | classé     | « PA00091420 », notice no PA00091420 | 47° 48′ 36″ nord, 2° 22′ 56″ ouest |                   |
| Maison du Pélican                                               | Malestroit                      | Morbihan              | Bretagne                   | inscrit    | « PA00091422 », notice no PA00091422 | 47° 48′ 35″ nord, 2° 22′ 58″ ouest |                   |
| Dolmen de Mané-Bogad                                            | Ploemel                         | Morbihan              | Bretagne                   | classé     | « PA00091485 », notice no PA00091485 | 47° 38′ 55″ nord, 3° 05′ 00″ ouest |                   |
| Hôtel des Ducs de Bretagne                                      | Ploërmel                        | Morbihan              | Bretagne                   | classé     | « PA00091508 », notice no PA00091508 | 47° 55′ 58″ nord, 2° 23′ 56″ ouest |                   |
| Menhir de la pointe d'Er-Limouzen                               | Quiberon                        | Morbihan              | Bretagne                   | classé     | « PA00091612 », notice no PA00091612 | 47° 29′ 13″ nord, 3° 08′ 32″ ouest |                   |
| Allée couverte de la Pointe-de-Guéritte                         | Quiberon                        | Morbihan              | Bretagne                   | classé     | « PA00091606 », notice no PA00091606 | 47° 28′ 51″ nord, 3° 08′ 13″ ouest |                   |
| Menhir couché de Mané-Meur                                      | Quiberon                        | Morbihan              | Bretagne                   | classé     | « PA00091609 », notice no PA00091609 | 47° 28′ 59″ nord, 3° 07′ 55″ ouest |                   |
| Roches à cupules de la Pointe-de-Guéritte                       | Quiberon                        | Morbihan              | Bretagne                   | classé     | « PA00091617 », notice no PA00091617 | 47° 28′ 51″ nord, 3° 08′ 16″ ouest |                   |
| Sépulture circulaire de la pointe d'Er-Limouzen                 | Quiberon                        | Morbihan              | Bretagne                   | classé     | « PA00091619 », notice no PA00091619 | 47° 29′ 16″ nord, 3° 08′ 54″ ouest |                   |
| Tumulus de Kerguoch                                             | Quiberon                        | Morbihan              | Bretagne                   | classé     | « PA00091622 », notice no PA00091622 | 47° 29′ 53″ nord, 3° 08′ 54″ ouest |                   |
| Menhirs de Beg-er-Goh-Lannec                                    | Quiberon                        | Morbihan              | Bretagne                   | classé     | « PA00091613 », notice no PA00091613 | 47° 29′ 00″ nord, 3° 08′ 30″ ouest |                   |
| Tumulus de Kerniscop                                            | Quiberon                        | Morbihan              | Bretagne                   | classé     | « PA00091621 », notice no PA00091621 | 47° 30′ 14″ nord, 3° 09′ 03″ ouest |                   |
| Chapelle Saint-Fiacre                                           | Radenac                         | Morbihan              | Bretagne                   | classé     | « PA00091629 », notice no PA00091629 | 47° 57′ 44″ nord, 2° 43′ 41″ ouest |                   |
| Église Notre-Dame-de-la-Tronchaye                               | Rochefort-en-Terre              | Morbihan              | Bretagne                   | classé     | « PA00091639 », notice no PA00091639 | 47° 41′ 54″ nord, 2° 20′ 19″ ouest |                   |
| Croix de Bouthiry                                               | Le Saint                        | Morbihan              | Bretagne                   | inscrit    | « PA00091650 », notice no PA00091650 | 48° 06′ 57″ nord, 3° 33′ 54″ ouest |                   |
| Tumulus d'Er-Velenc-Losquet                                     | La Trinité-sur-Mer              | Morbihan              | Bretagne                   | classé     | « PA00091770 », notice no PA00091770 | 47° 36′ 03″ nord, 3° 02′ 26″ ouest |                   |
| Maison                                                          | Vannes                          | Morbihan              | Bretagne                   | inscrit    | « PA00091775 », notice no PA00091775 | 47° 39′ 21″ nord, 2° 45′ 27″ ouest |                   |
| Hôtel de la Bulette                                             | Metz                            | Moselle               | Grand Est                  | inscrit    | « PA00106846 », notice no PA00106846 | 49° 07′ 12″ nord, 6° 10′ 44″ est   |                   |
| Église Sainte-Madeleine d'Avrée                                 | Avrée                           | Nièvre                | Bourgogne-Franche-Comté    | inscrit    | « PA00112798 », notice no PA00112798 | 46° 49′ 10″ nord, 3° 52′ 15″ est   |                   |
| Église Saint-Blaise de Balleray                                 | Balleray                        | Nièvre                | Bourgogne-Franche-Comté    | classé     | « PA00112799 », notice no PA00112799 | 47° 04′ 35″ nord, 3° 16′ 53″ est   |                   |
| Calvaire de Dun-les-Places                                      | Dun-les-Places                  | Nièvre                | Bourgogne-Franche-Comté    | inscrit    | « PA00112887 », notice no PA00112887 | 47° 17′ 05″ nord, 4° 00′ 57″ est   |                   |
| Église Saint-Pierre-aux-Liens de Neuville-lès-Decize            | Neuville-lès-Decize             | Nièvre                | Bourgogne-Franche-Comté    | inscrit    | « PA00112932 », notice no PA00112932 | 46° 46′ 10″ nord, 3° 18′ 56″ est   |                   |
| Léproserie Saint-Lazare de Varzy                                | Varzy                           | Nièvre                | Bourgogne-Franche-Comté    | inscrit    | « PA00113046 », notice no PA00113046 | 47° 20′ 37″ nord, 3° 22′ 10″ est   |                   |
| Maison du bailli de Marcoing                                    | Cambrai                         | Nord                  | Hauts-de-France            | inscrit    | « PA00107406 », notice no PA00107406 | 50° 10′ 36″ nord, 3° 13′ 44″ est   |                   |
| Porte Saint-Ladre                                               | Cambrai                         | Nord                  | Hauts-de-France            | inscrit    | « PA00107414 », notice no PA00107414 | 50° 10′ 09″ nord, 3° 14′ 22″ est   |                   |
| Hôtel de la Tramerie                                            | Douai                           | Nord                  | Hauts-de-France            | inscrit    | « PA00107459 », notice no PA00107459 | 50° 22′ 02″ nord, 3° 04′ 41″ est   |                   |
| Hôtel de ville de Solre-le-Chateau                              | Solre-le-Château                | Nord                  | Hauts-de-France            | classé     | « PA00107822 », notice no PA00107822 | 50° 10′ 27″ nord, 4° 05′ 31″ est   |                   |
| Église Saint-Martin de Béthisy-Saint-Martin                     | Béthisy-Saint-Martin            | Oise                  | Hauts-de-France            | classé     | « PA00114526 », notice no PA00114526 | 49° 17′ 30″ nord, 2° 48′ 36″ est   |                   |
| Château de Boury                                                | Boury-en-Vexin                  | Oise                  | Hauts-de-France            | classé     | « PA00114545 », notice no PA00114545 | 49° 14′ 24″ nord, 1° 44′ 21″ est   |                   |
| Couvent des Jacobins                                            | Compiègne                       | Oise                  | Hauts-de-France            | classé     | « PA00114610 », notice no PA00114610 | 49° 25′ 06″ nord, 2° 49′ 18″ est   |                   |
| Église Saint-Clair de Flavacourt                                | Flavacourt                      | Oise                  | Hauts-de-France            | classé     | « PA00114687 », notice no PA00114687 | 49° 20′ 07″ nord, 1° 49′ 11″ est   |                   |
| Calvaire du cimetière de Droizelles                             | Versigny                        | Oise                  | Hauts-de-France            | classé     | « PA00114949 », notice no PA00114949 | 49° 09′ 37″ nord, 2° 47′ 18″ est   |                   |
| Château de Couterne                                             | Couterne                        | Orne                  | Normandie                  | inscrit    | « PA00110788 », notice no PA00110788 | 48° 32′ 07″ nord, 0° 24′ 48″ ouest |                   |
| Pierre aux Bignes                                               | Habloville                      | Orne                  | Normandie                  | classé     | « PA00110817 », notice no PA00110817 | 48° 48′ 23″ nord, 0° 09′ 52″ ouest |                   |
| Abbatiale Notre-Dame                                            | Lonlay-l'Abbaye                 | Orne                  | Normandie                  | classé     | « PA00110839 », notice no PA00110839 | 48° 38′ 43″ nord, 0° 42′ 33″ ouest |                   |
| Pierre aux Bignes                                               | Neuvy-au-Houlme                 | Orne                  | Normandie                  | classé     | « PA00110875 », notice no PA00110875 | 48° 48′ 23″ nord, 0° 09′ 52″ ouest |                   |
| Château de Voré                                                 | Rémalard                        | Orne                  | Normandie                  | inscrit    | « PA00110897 », notice no PA00110897 | 48° 26′ 41″ nord, 0° 47′ 49″ est   |                   |
| Moulin de la Charité                                            | 14e arrondissement de Paris     | Paris                 | Île-de-France              | classé     | « PA00086638 », notice no PA00086638 | 48° 50′ 16″ nord, 2° 19′ 29″ est   |                   |
| Hôtel de Boullongne                                             | 1er arrondissement de Paris     | Paris                 | Île-de-France              | classé     | « PA00085813 », notice no PA00085813 | 48° 52′ 05″ nord, 2° 19′ 47″ est   |                   |
| Académie royale de médecine                                     | 6e arrondissement de Paris      | Paris                 | Île-de-France              | classé     | « PA00088491 », notice no PA00088491 | 48° 51′ 02″ nord, 2° 20′ 30″ est   |                   |
| Tour du Guet                                                    | Calais                          | Pas-de-Calais         | Hauts-de-France            | classé     | « PA00108248 », notice no PA00108248 | 50° 57′ 32″ nord, 1° 50′ 59″ est   |                   |
| Fontaine du Lion                                                | Clermont-Ferrand                | Puy-de-Dôme           | Auvergne-Rhône-Alpes       | inscrit    | « PA00092046 », notice no PA00092046 | 45° 47′ 31″ nord, 3° 06′ 51″ est   |                   |
| Monastère des Bénédictines de Marsat                            | Marsat                          | Puy-de-Dôme           | Auvergne-Rhône-Alpes       | inscrit    | « PA00092179 », notice no PA00092179 | 45° 52′ 35″ nord, 3° 04′ 59″ est   |                   |
| Fortifications de Bayonne                                       | Bayonne                         | Pyrénées-Atlantiques  | Nouvelle-Aquitaine         | classé     | « PA00084336 », notice no PA00084336 | 43° 29′ 34″ nord, 1° 28′ 43″ ouest |                   |
| Remparts du Petit Bayonne                                       | Bayonne                         | Pyrénées-Atlantiques  | Nouvelle-Aquitaine         | inscrit    | « PA00084345 », notice no PA00084345 | 43° 29′ 25″ nord, 1° 28′ 07″ ouest |                   |
| Château-Vieux                                                   | Bayonne                         | Pyrénées-Atlantiques  | Nouvelle-Aquitaine         | classé     | « PA00084332 », notice no PA00084332 | 43° 29′ 30″ nord, 1° 28′ 41″ ouest |                   |
| Église Saint-Martin de Biarritz                                 | Biarritz                        | Pyrénées-Atlantiques  | Nouvelle-Aquitaine         | inscrit    | « PA00084357 », notice no PA00084357 | 43° 28′ 27″ nord, 1° 33′ 20″ ouest |                   |
| Église Saint-Jean-Baptiste de Saint-Jean-de-Luz                 | Saint-Jean-de-Luz               | Pyrénées-Atlantiques  | Nouvelle-Aquitaine         | classé     | « PA00084494 », notice no PA00084494 | 43° 23′ 18″ nord, 1° 39′ 45″ ouest |                   |
| Porte de Perpignan                                              | Elne                            | Pyrénées-Orientales   | Occitanie                  | inscrit    | « PA00104016 », notice no PA00104016 | 42° 36′ 03″ nord, 2° 58′ 22″ est   |                   |
| Porte de Collioure                                              | Elne                            | Pyrénées-Orientales   | Occitanie                  | inscrit    | « PA00104015 », notice no PA00104015 | 42° 35′ 56″ nord, 2° 58′ 29″ est   |                   |
| Église Saint-Julien d'Estavar                                   | Estavar                         | Pyrénées-Orientales   | Occitanie                  | classé     | « PA00104024 », notice no PA00104024 | 42° 28′ 05″ nord, 1° 59′ 47″ est   |                   |
| Tour à diamant                                                  | Charolles                       | Saône-et-Loire        | Bourgogne-Franche-Comté    | inscrit    | « PA00113202 », notice no PA00113202 | 46° 26′ 07″ nord, 4° 16′ 36″ est   |                   |
| Pont de la Thalie                                               | Châtenoy-le-Royal               | Saône-et-Loire        | Bourgogne-Franche-Comté    | classé     | « PA00113209 », notice no PA00113209 | 46° 47′ 30″ nord, 4° 49′ 46″ est   |                   |
| Croix de cimetière de Chenôves                                  | Chenôves                        | Saône-et-Loire        | Bourgogne-Franche-Comté    | classé     | « PA00113211 », notice no PA00113211 | 46° 40′ 19″ nord, 4° 40′ 10″ est   |                   |
| Maison des Dragons                                              | Cluny                           | Saône-et-Loire        | Bourgogne-Franche-Comté    | classé     | « PA00113241 », notice no PA00113241 | 46° 26′ 03″ nord, 4° 39′ 25″ est   |                   |
| Borne armoriée de Dracy-le-Fort                                 | Dracy-le-Fort                   | Saône-et-Loire        | Bourgogne-Franche-Comté    | classé     | « PA00113272 », notice no PA00113272 | 46° 47′ 23″ nord, 4° 47′ 21″ est   |                   |
| Fontaine aux Dauphins                                           | Givry                           | Saône-et-Loire        | Bourgogne-Franche-Comté    | classé     | « PA00113289 », notice no PA00113289 | 46° 46′ 59″ nord, 4° 44′ 36″ est   |                   |
| Halle ronde de Givry                                            | Givry                           | Saône-et-Loire        | Bourgogne-Franche-Comté    | classé     | « PA00113291 », notice no PA00113291 | 46° 46′ 59″ nord, 4° 44′ 36″ est   |                   |
| Hôtel de ville de Givry                                         | Givry                           | Saône-et-Loire        | Bourgogne-Franche-Comté    | classé     | « PA00113292 », notice no PA00113292 | 46° 46′ 58″ nord, 4° 44′ 40″ est   |                   |
| Église Notre-Dame-de-la-Nativité de Malay                       | Malay                           | Saône-et-Loire        | Bourgogne-Franche-Comté    | classé     | « PA00113336 », notice no PA00113336 | 46° 33′ 57″ nord, 4° 40′ 46″ est   |                   |
| Maison de bois                                                  | Marcigny                        | Saône-et-Loire        | Bourgogne-Franche-Comté    | inscrit    | « PA00113341 », notice no PA00113341 | 46° 16′ 27″ nord, 4° 02′ 30″ est   |                   |
| Maison mitoyenne de la Tour du Moulin                           | Marcigny                        | Saône-et-Loire        | Bourgogne-Franche-Comté    | inscrit    | « PA00113342 », notice no PA00113342 | 46° 16′ 29″ nord, 4° 02′ 35″ est   |                   |
| Église Saint-Gervais-et-Saint-Protais d'Ozenay                  | Ozenay                          | Saône-et-Loire        | Bourgogne-Franche-Comté    | classé     | « PA00113379 », notice no PA00113379 | 46° 32′ 36″ nord, 4° 50′ 56″ est   |                   |
| Église Saint-Paul de Cray                                       | Saint-Marcelin-de-Cray          | Saône-et-Loire        | Bourgogne-Franche-Comté    | classé     | « PA00113444 », notice no PA00113444 | 46° 34′ 07″ nord, 4° 31′ 13″ est   |                   |
| Maison de l'Escargot                                            | Tournus                         | Saône-et-Loire        | Bourgogne-Franche-Comté    | classé     | « PA00113496 », notice no PA00113496 | 46° 33′ 43″ nord, 4° 54′ 46″ est   |                   |
| Monument aux morts                                              | Tournus                         | Saône-et-Loire        | Bourgogne-Franche-Comté    | inscrit    | « PA00113508 », notice no PA00113508 | 46° 33′ 47″ nord, 4° 54′ 33″ est   |                   |
| Maison                                                          | Le Mans                         | Sarthe                | Pays de la Loire           | inscrit    | « PA00109835 », notice no PA00109835 | 48° 00′ 23″ nord, 0° 11′ 54″ est   |                   |
| Église Saint-Martin de La Chapelle-Gauthier                     | La Chapelle-Gauthier            | Seine-et-Marne        | Île-de-France              | inscrit    | « PA00086863 », notice no PA00086863 | 48° 33′ 01″ nord, 2° 54′ 01″ est   |                   |
| Château de Chenoise                                             | Chenoise                        | Seine-et-Marne        | Île-de-France              | inscrit    | « PA00086889 », notice no PA00086889 | 48° 36′ 51″ nord, 3° 11′ 42″ est   |                   |
| Ancien Four à chaux de Donnemarie-en-Montois                    | Donnemarie-Dontilly             | Seine-et-Marne        | Île-de-France              | inscrit    | « PA00086931 », notice no PA00086931 | 48° 29′ 01″ nord, 3° 08′ 19″ est   |                   |
| Église Saint-Martin de Dormelles                                | Dormelles                       | Seine-et-Marne        | Île-de-France              | classé     | « PA00086932 », notice no PA00086932 | 48° 18′ 58″ nord, 2° 54′ 02″ est   |                   |
| Château de Fontaine-les-Nonnes                                  | Douy-la-Ramée                   | Seine-et-Marne        | Île-de-France              | classé     | « PA00086937 », notice no PA00086937 | 49° 03′ 00″ nord, 2° 53′ 16″ est   |                   |
| Immeuble                                                        | Fontainebleau                   | Seine-et-Marne        | Île-de-France              | inscrit    | « PA00086989 », notice no PA00086989 | 48° 24′ 14″ nord, 2° 42′ 07″ est   |                   |
| Immeuble                                                        | Fontainebleau                   | Seine-et-Marne        | Île-de-France              | inscrit    | « PA00086990 », notice no PA00086990 | 48° 24′ 14″ nord, 2° 42′ 09″ est   |                   |
| Immeuble                                                        | Fontainebleau                   | Seine-et-Marne        | Île-de-France              | inscrit    | « PA00086991 », notice no PA00086991 | 48° 24′ 14″ nord, 2° 42′ 09″ est   |                   |
| Immeuble                                                        | Fontainebleau                   | Seine-et-Marne        | Île-de-France              | inscrit    | « PA00086993 », notice no PA00086993 | 48° 24′ 14″ nord, 2° 42′ 06″ est   |                   |
| Hôtel d'Albret                                                  | Fontainebleau                   | Seine-et-Marne        | Île-de-France              | inscrit    | « PA00086978 », notice no PA00086978 | 48° 24′ 13″ nord, 2° 42′ 11″ est   |                   |
| Immeuble                                                        | Fontainebleau                   | Seine-et-Marne        | Île-de-France              | inscrit    | « PA00086992 », notice no PA00086992 | 48° 24′ 13″ nord, 2° 42′ 10″ est   |                   |
| Hôtel de la Prévôté                                             | Fontainebleau                   | Seine-et-Marne        | Île-de-France              | inscrit    | « PA00086986 », notice no PA00086986 | 48° 24′ 14″ nord, 2° 42′ 06″ est   |                   |
| Immeuble                                                        | Fontainebleau                   | Seine-et-Marne        | Île-de-France              | inscrit    | « PA00086988 », notice no PA00086988 | 48° 24′ 14″ nord, 2° 42′ 05″ est   |                   |
| Église Saint-Jacques de Gurcy-le-Châtel                         | Gurcy-le-Châtel                 | Seine-et-Marne        | Île-de-France              | inscrit    | « PA00087028 », notice no PA00087028 | 48° 28′ 19″ nord, 3° 05′ 10″ est   |                   |
| Église Saint-Pierre de Jaulnes                                  | Jaulnes                         | Seine-et-Marne        | Île-de-France              | classé     | « PA00087035 », notice no PA00087035 | 48° 25′ 05″ nord, 3° 16′ 20″ est   |                   |
| Église Saint-Jacques de Montigny-le-Guesdier                    | Montigny-le-Guesdier            | Seine-et-Marne        | Île-de-France              | inscrit    | « PA00087129 », notice no PA00087129 | 48° 22′ 59″ nord, 3° 15′ 16″ est   |                   |
| Hostellerie de la Croix d'Or                                    | Provins                         | Seine-et-Marne        | Île-de-France              | inscrit    | « PA00087209 », notice no PA00087209 | 48° 33′ 35″ nord, 3° 17′ 43″ est   |                   |
| Ancien Hôtel de ville de Provins                                | Provins                         | Seine-et-Marne        | Île-de-France              | inscrit    | « PA00087217 », notice no PA00087217 | 48° 33′ 43″ nord, 3° 18′ 09″ est   |                   |
| Maison                                                          | Provins                         | Seine-et-Marne        | Île-de-France              | inscrit    | « PA00087222 », notice no PA00087222 | 48° 33′ 47″ nord, 3° 17′ 12″ est   |                   |
| Maison                                                          | Provins                         | Seine-et-Marne        | Île-de-France              | inscrit    | « PA00087228 », notice no PA00087228 | 48° 33′ 43″ nord, 3° 17′ 19″ est   |                   |
| Tribunal ecclésiastique                                         | Provins                         | Seine-et-Marne        | Île-de-France              | inscrit    | « PA00087250 », notice no PA00087250 | 48° 33′ 42″ nord, 3° 17′ 29″ est   |                   |
| Église Saint-Thibault                                           | Provins                         | Seine-et-Marne        | Île-de-France              | inscrit    | « PA00087204 », notice no PA00087204 | 48° 33′ 45″ nord, 3° 17′ 19″ est   |                   |
| Grenier à sel                                                   | Provins                         | Seine-et-Marne        | Île-de-France              | inscrit    | « PA00087207 », notice no PA00087207 | 48° 33′ 36″ nord, 3° 17′ 42″ est   |                   |
| Hôtel de la Croix Blanche                                       | Provins                         | Seine-et-Marne        | Île-de-France              | inscrit    | « PA00087212 », notice no PA00087212 | 48° 33′ 36″ nord, 3° 17′ 42″ est   |                   |
| Maison                                                          | Provins                         | Seine-et-Marne        | Île-de-France              | inscrit    | « PA00087229 », notice no PA00087229 | 48° 33′ 42″ nord, 3° 17′ 19″ est   |                   |
| Refuge de Preuilly                                              | Provins                         | Seine-et-Marne        | Île-de-France              | inscrit    | « PA00087246 », notice no PA00087246 | 48° 33′ 44″ nord, 3° 17′ 09″ est   |                   |
| Croix des Changes                                               | Provins                         | Seine-et-Marne        | Île-de-France              | inscrit    | « PA00087200 », notice no PA00087200 | 48° 33′ 45″ nord, 3° 17′ 16″ est   |                   |
| Maison                                                          | Provins                         | Seine-et-Marne        | Île-de-France              | inscrit    | « PA00087218 », notice no PA00087218 | 48° 33′ 35″ nord, 3° 17′ 47″ est   |                   |
| Maison                                                          | Provins                         | Seine-et-Marne        | Île-de-France              | inscrit    | « PA00087242 », notice no PA00087242 | 48° 33′ 44″ nord, 3° 17′ 16″ est   |                   |
| Château de la Reine Blanche                                     | Provins                         | Seine-et-Marne        | Île-de-France              | inscrit    | « PA00087198 », notice no PA00087198 | 48° 33′ 44″ nord, 3° 17′ 16″ est   |                   |
| Château de Bosmelet                                             | Auffay                          | Seine-Maritime        | Normandie                  | inscrit    | « PA00100548 », notice no PA00100548 | 49° 42′ 04″ nord, 1° 07′ 32″ est   |                   |
| Manoir de Cailletot                                             | Bolbec                          | Seine-Maritime        | Normandie                  | classé     | « PA00100570 », notice no PA00100570 | 49° 34′ 21″ nord, 0° 30′ 25″ est   |                   |
| Maison                                                          | Elbeuf                          | Seine-Maritime        | Normandie                  | inscrit    | « PA00100639 », notice no PA00100639 | 49° 17′ 27″ nord, 1° 00′ 11″ est   |                   |
| Château du Vaudroc                                              | Limpiville                      | Seine-Maritime        | Normandie                  | inscrit    | « PA00100733 », notice no PA00100733 | 49° 41′ 01″ nord, 0° 30′ 04″ est   |                   |
| Château de Martainville                                         | Martainville-Épreville          | Seine-Maritime        | Normandie                  | classé     | « PA00100747 », notice no PA00100747 | 49° 27′ 31″ nord, 1° 17′ 37″ est   |                   |
| Château d'Yville                                                | Yville-sur-Seine                | Seine-Maritime        | Normandie                  | inscrit    | « PA00101093 », notice no PA00101093 | 49° 23′ 50″ nord, 0° 52′ 42″ est   |                   |
| Moulin à vent de Frucourt                                       | Frucourt                        | Somme                 | Hauts-de-France            | inscrit    | « PA00116167 », notice no PA00116167 | 49° 59′ 21″ nord, 1° 48′ 28″ est   |                   |
| Lion de Belfort                                                 | Belfort                         | Territoire de Belfort | Bourgogne-Franche-Comté    | classé     | « PA00101140 », notice no PA00101140 | 47° 38′ 12″ nord, 6° 51′ 52″ est   |                   |
| Église Notre-Dame-de-l'Assomption de La Villeneuve-Saint-Martin | Ableiges                        | Val-d'Oise            | Île-de-France              | inscrit    | « PA00079972 », notice no PA00079972 | 49° 04′ 03″ nord, 1° 58′ 05″ est   |                   |
| Église Saint-Martin d'Ableiges                                  | Ableiges                        | Val-d'Oise            | Île-de-France              | classé     | « PA00079971 », notice no PA00079971 | 49° 05′ 19″ nord, 1° 58′ 56″ est   |                   |
| Château du Marais                                               | Argenteuil                      | Val-d'Oise            | Île-de-France              | inscrit    | « PA00079979 », notice no PA00079979 | 48° 56′ 08″ nord, 2° 13′ 41″ est   |                   |
| Calvaire de Champagne-sur-Oise                                  | Champagne-sur-Oise              | Val-d'Oise            | Île-de-France              | classé     | « PA00080016 », notice no PA00080016 | 49° 08′ 01″ nord, 2° 13′ 51″ est   |                   |
| Église Notre-Dame-des-Champs de Maffliers                       | Maffliers                       | Val-d'Oise            | Île-de-France              | inscrit    | « PA00080111 », notice no PA00080111 | 49° 04′ 39″ nord, 2° 18′ 24″ est   |                   |
| Église Saint-Didier de Villiers-le-Bel                          | Villiers-le-Bel                 | Val-d'Oise            | Île-de-France              | classé     | « PA00080235 », notice no PA00080235 | 49° 00′ 30″ nord, 2° 23′ 21″ est   |                   |
| Château des seigneurs de Foz                                    | Bormes-les-Mimosas              | Var                   | Provence-Alpes-Côte d'Azur | inscrit    | « PA00081546 », notice no PA00081546 | 43° 09′ 07″ nord, 6° 20′ 27″ est   |                   |
| Vieux-Pont de Vins-sur-Caramy                                   | Vins-sur-Caramy                 | Var                   | Provence-Alpes-Côte d'Azur | inscrit    | « PA00081779 », notice no PA00081779 | 43° 25′ 53″ nord, 6° 08′ 33″ est   |                   |
| Ancienne Comédie                                                | Avignon                         | Vaucluse              | Provence-Alpes-Côte d'Azur | classé     | « PA00081890 », notice no PA00081890 | 43° 57′ 01″ nord, 4° 48′ 10″ est   |                   |
| Hôtel de Galéans-Gadagne                                        | Avignon                         | Vaucluse              | Provence-Alpes-Côte d'Azur | inscrit    | « PA00081866 », notice no PA00081866 | 43° 56′ 42″ nord, 4° 48′ 14″ est   |                   |
| Château de Fontaine-de-Vaucluse                                 | Fontaine-de-Vaucluse            | Vaucluse              | Provence-Alpes-Côte d'Azur | inscrit    | « PA00082039 », notice no PA00082039 | 43° 55′ 15″ nord, 5° 07′ 46″ est   |                   |
| Château de Gordes                                               | Gordes                          | Vaucluse              | Provence-Alpes-Côte d'Azur | classé     | « PA00082042 », notice no PA00082042 | 43° 54′ 39″ nord, 5° 12′ 00″ est   |                   |
| Puits d'Oppède                                                  | Oppède                          | Vaucluse              | Provence-Alpes-Côte d'Azur | inscrit    | « PA00082095 », notice no PA00082095 | 43° 49′ 48″ nord, 5° 09′ 12″ est   |                   |
| Maison                                                          | Orange                          | Vaucluse              | Provence-Alpes-Côte d'Azur | inscrit    | « PA00082106 », notice no PA00082106 | 44° 08′ 08″ nord, 4° 48′ 24″ est   |                   |
| Maison de la Reine-Jeanne                                       | Pertuis                         | Vaucluse              | Provence-Alpes-Côte d'Azur | inscrit    | « PA00082134 », notice no PA00082134 | 43° 41′ 42″ nord, 5° 30′ 08″ est   |                   |
| Maison Louis XV                                                 | Fontenay-le-Comte               | Vendée                | Pays de la Loire           | classé     | « PA00110118 », notice no PA00110118 | 46° 28′ 01″ nord, 0° 48′ 11″ ouest |                   |
| Château de Rouhet                                               | Beaumont                        | Vienne                | Nouvelle-Aquitaine         | inscrit    | « PA00105344 », notice no PA00105344 | 46° 45′ 44″ nord, 0° 26′ 31″ est   |                   |
| Manoir de Savoie                                                | Berrie                          | Vienne                | Nouvelle-Aquitaine         | inscrit    | « PA00105348 », notice no PA00105348 | 47° 02′ 46″ nord, 0° 03′ 37″ ouest |                   |
| Château de Verrières                                            | Bournand                        | Vienne                | Nouvelle-Aquitaine         | inscrit    | « PA00105362 », notice no PA00105362 | 47° 02′ 56″ nord, 0° 03′ 07″ est   |                   |
| Église Notre-Dame de Mignaloux-Beauvoir                         | Mignaloux-Beauvoir              | Vienne                | Nouvelle-Aquitaine         | inscrit    | « PA00105528 », notice no PA00105528 | 46° 32′ 38″ nord, 0° 24′ 58″ est   |                   |
| Maison                                                          | Poitiers                        | Vienne                | Nouvelle-Aquitaine         | inscrit    | « PA00105646 », notice no PA00105646 | 46° 34′ 56″ nord, 0° 20′ 35″ est   |                   |
| Maison                                                          | Poitiers                        | Vienne                | Nouvelle-Aquitaine         | inscrit    | « PA00105635 », notice no PA00105635 | 46° 34′ 54″ nord, 0° 21′ 02″ est   |                   |
| Maison                                                          | Poitiers                        | Vienne                | Nouvelle-Aquitaine         | inscrit    | « PA00105642 », notice no PA00105642 | 46° 34′ 47″ nord, 0° 20′ 35″ est   |                   |
| Maison                                                          | Poitiers                        | Vienne                | Nouvelle-Aquitaine         | inscrit    | « PA00105649 », notice no PA00105649 | 46° 34′ 53″ nord, 0° 21′ 01″ est   |                   |
| Église Saint-Paul                                               | Poitiers                        | Vienne                | Nouvelle-Aquitaine         | inscrit    | « PA00105599 », notice no PA00105599 | 46° 34′ 21″ nord, 0° 21′ 37″ est   |                   |
| Hôtel de Nieul                                                  | Poitiers                        | Vienne                | Nouvelle-Aquitaine         | inscrit    | « PA00105614 », notice no PA00105614 | 46° 34′ 47″ nord, 0° 20′ 22″ est   |                   |
| Maison                                                          | Poitiers                        | Vienne                | Nouvelle-Aquitaine         | inscrit    | « PA00105632 », notice no PA00105632 | 46° 34′ 37″ nord, 0° 20′ 42″ est   |                   |
| Maison                                                          | Poitiers                        | Vienne                | Nouvelle-Aquitaine         | inscrit    | « PA00105633 », notice no PA00105633 | 46° 34′ 46″ nord, 0° 20′ 39″ est   |                   |
| Croix du Grand-Gué                                              | Vendeuvre-du-Poitou             | Vienne                | Nouvelle-Aquitaine         | inscrit    | « PA00105761 », notice no PA00105761 | 46° 43′ 37″ nord, 0° 18′ 05″ est   |                   |
| Église Saint-Christophe de Vernon                               | Vernon                          | Vienne                | Nouvelle-Aquitaine         | inscrit    | « PA00105766 », notice no PA00105766 | 46° 26′ 27″ nord, 0° 28′ 37″ est   |                   |
| Abbaye Notre-Dame                                               | Autrey                          | Vosges                | Grand Est                  | classé     | « PA00107086 », notice no PA00107086 | 48° 17′ 44″ nord, 6° 41′ 16″ est   |                   |
| Commanderie de Robécourt                                        | Robécourt                       | Vosges                | Grand Est                  | inscrit    | « PA00107262 », notice no PA00107262 | 48° 08′ 29″ nord, 5° 41′ 49″ est   |                   |
| Château de Saint-Dié-des-Vosges                                 | Saint-Dié-des-Vosges            | Vosges                | Grand Est                  | inscrit    | « PA00107276 », notice no PA00107276 | 48° 17′ 18″ nord, 6° 57′ 04″ est   |                   |
| Abbaye de Diges                                                 | Diges                           | Yonne                 | Bourgogne-Franche-Comté    | inscrit    | « PA00113670 », notice no PA00113670 | 47° 43′ 45″ nord, 3° 23′ 55″ est   |                   |
| Église Saint-Martin de Diges                                    | Diges                           | Yonne                 | Bourgogne-Franche-Comté    | inscrit    | « PA00113671 », notice no PA00113671 | 47° 43′ 45″ nord, 3° 23′ 55″ est   |                   |
| Tumulus de Tormancy                                             | L'Isle-sur-Serein               | Yonne                 | Bourgogne-Franche-Comté    | classé     | « PA00113698 », notice no PA00113698 | 47° 38′ 09″ nord, 3° 58′ 18″ est   |                   |
| Église de Quarré-les-Tombes                                     | Quarré-les-Tombes               | Yonne                 | Bourgogne-Franche-Comté    | inscrit    | « PA00113796 », notice no PA00113796 | 47° 22′ 07″ nord, 3° 59′ 50″ est   |                   |
| Château Jacquard                                                | Sainte-Magnance                 | Yonne                 | Bourgogne-Franche-Comté    | inscrit    | « PA00113828 », notice no PA00113828 | 47° 27′ 07″ nord, 4° 04′ 19″ est   |                   |
| Église Saint-Nicolas de Mézières-sur-Seine                      | Mézières-sur-Seine              | Yvelines              | Île-de-France              | classé     | « PA00087540 », notice no PA00087540 | 48° 57′ 37″ nord, 1° 47′ 45″ est   |                   |
| Château de Rochefort-en-Yvelines                                | Rochefort-en-Yvelines           | Yvelines              | Île-de-France              | inscrit    | « PA00087589 », notice no PA00087589 | 48° 35′ 12″ nord, 1° 59′ 26″ est   |                   |
| Immeuble                                                        | Versailles                      | Yvelines              | Île-de-France              | inscrit    | « PA00087750 », notice no PA00087750 | 48° 47′ 47″ nord, 2° 07′ 34″ est   |                   |
| Immeubles                                                       | Versailles                      | Yvelines              | Île-de-France              | inscrit    | « PA00087704 », notice no PA00087704 | 48° 47′ 50″ nord, 2° 07′ 33″ est   |                   |
| Immeuble                                                        | Versailles                      | Yvelines              | Île-de-France              | inscrit    | « PA00087734 », notice no PA00087734 | 48° 47′ 51″ nord, 2° 07′ 35″ est   |                   |
| Immeuble                                                        | Versailles                      | Yvelines              | Île-de-France              | inscrit    | « PA00087738 », notice no PA00087738 | 48° 47′ 49″ nord, 2° 07′ 34″ est   |                   |
| Immeuble                                                        | Versailles                      | Yvelines              | Île-de-France              | inscrit    | « PA00087739 », notice no PA00087739 | 48° 47′ 49″ nord, 2° 07′ 35″ est   |                   |
| Immeuble                                                        | Versailles                      | Yvelines              | Île-de-France              | inscrit    | « PA00087705 », notice no PA00087705 | 48° 47′ 49″ nord, 2° 07′ 32″ est   |                   |
| Immeuble                                                        | Versailles                      | Yvelines              | Île-de-France              | inscrit    | « PA00087707 », notice no PA00087707 | 48° 47′ 50″ nord, 2° 07′ 34″ est   |                   |
| Immeubles                                                       | Versailles                      | Yvelines              | Île-de-France              | inscrit    | « PA00087710 », notice no PA00087710 | 48° 47′ 49″ nord, 2° 07′ 33″ est   |                   |
| Immeuble                                                        | Versailles                      | Yvelines              | Île-de-France              | inscrit    | « PA00087735 », notice no PA00087735 | 48° 47′ 50″ nord, 2° 07′ 35″ est   |                   |
| Immeubles                                                       | Versailles                      | Yvelines              | Île-de-France              | inscrit    | « PA00087737 », notice no PA00087737 | 48° 47′ 50″ nord, 2° 07′ 34″ est   |                   |
| Immeuble                                                        | Versailles                      | Yvelines              | Île-de-France              | inscrit    | « PA00087744 », notice no PA00087744 | 48° 47′ 47″ nord, 2° 07′ 34″ est   |                   |
| Immeuble                                                        | Versailles                      | Yvelines              | Île-de-France              | inscrit    | « PA00087746 », notice no PA00087746 | 48° 47′ 47″ nord, 2° 07′ 33″ est   |                   |
| Immeubles                                                       | Versailles                      | Yvelines              | Île-de-France              | inscrit    | « PA00087745 », notice no PA00087745 | 48° 47′ 46″ nord, 2° 07′ 33″ est   |                   |
| Immeuble                                                        | Versailles                      | Yvelines              | Île-de-France              | inscrit    | « PA00087749 », notice no PA00087749 | 48° 47′ 47″ nord, 2° 07′ 34″ est   |                   |
| Immeuble                                                        | Versailles                      | Yvelines              | Île-de-France              | inscrit    | « PA00087708 », notice no PA00087708 | 48° 47′ 49″ nord, 2° 07′ 36″ est   |                   |
| Immeubles                                                       | Versailles                      | Yvelines              | Île-de-France              | inscrit    | « PA00087712 », notice no PA00087712 | 48° 47′ 48″ nord, 2° 07′ 36″ est   |                   |
| Immeubles                                                       | Versailles                      | Yvelines              | Île-de-France              | inscrit    | « PA00087713 », notice no PA00087713 | 48° 47′ 48″ nord, 2° 07′ 36″ est   |                   |
| Immeubles                                                       | Versailles                      | Yvelines              | Île-de-France              | inscrit    | « PA00087740 », notice no PA00087740 | 48° 47′ 48″ nord, 2° 07′ 33″ est   |                   |
| Immeuble                                                        | Versailles                      | Yvelines              | Île-de-France              | inscrit    | « PA00087743 », notice no PA00087743 | 48° 47′ 48″ nord, 2° 07′ 33″ est   |                   |
| Immeuble                                                        | Versailles                      | Yvelines              | Île-de-France              | inscrit    | « PA00087747 », notice no PA00087747 | 48° 47′ 49″ nord, 2° 07′ 35″ est   |                   |
| Immeubles                                                       | Versailles                      | Yvelines              | Île-de-France              | inscrit    | « PA00087706 », notice no PA00087706 | 48° 47′ 49″ nord, 2° 07′ 33″ est   |                   |
| Immeubles                                                       | Versailles                      | Yvelines              | Île-de-France              | inscrit    | « PA00087709 », notice no PA00087709 | 48° 47′ 49″ nord, 2° 07′ 37″ est   |                   |
| Immeuble                                                        | Versailles                      | Yvelines              | Île-de-France              | inscrit    | « PA00087714 », notice no PA00087714 | 48° 47′ 48″ nord, 2° 07′ 37″ est   |                   |
| Immeubles                                                       | Versailles                      | Yvelines              | Île-de-France              | inscrit    | « PA00087741 », notice no PA00087741 | 48° 47′ 48″ nord, 2° 07′ 35″ est   |                   |
| Immeuble                                                        | Versailles                      | Yvelines              | Île-de-France              | inscrit    | « PA00087703 », notice no PA00087703 | 48° 47′ 50″ nord, 2° 07′ 32″ est   |                   |
| Immeuble                                                        | Versailles                      | Yvelines              | Île-de-France              | inscrit    | « PA00087711 », notice no PA00087711 | 48° 47′ 50″ nord, 2° 07′ 34″ est   |                   |
| Immeubles                                                       | Versailles                      | Yvelines              | Île-de-France              | inscrit    | « PA00087736 », notice no PA00087736 | 48° 47′ 50″ nord, 2° 07′ 35″ est   |                   |
| Immeuble                                                        | Versailles                      | Yvelines              | Île-de-France              | inscrit    | « PA00087742 », notice no PA00087742 | 48° 47′ 47″ nord, 2° 07′ 34″ est   |                   |